# Capitoli di My Hero Academia

Copertina del primo volume dell'edizione italiana, raffigurante il protagonista Izuku Midoriya (davanti) e All Might (dietro)

Questa è la lista dei capitoli di My Hero Academia, manga scritto e disegnato da Kōhei Horikoshi. La pubblicazione è iniziata il 7 luglio 2014 ed è proseguita a cadenza settimanale sulla rivista Weekly Shōnen Jump di Shūeisha fino alla sua conclusione il 5 agosto 2024; la casa editrice ha raccolto inoltre periodicamente i capitoli pubblicati in 42 volumi tankōbon dal 4 novembre 2014 al 4 dicembre 2024.
L'edizione italiana è stata pubblicata da Star Comics dal 3 febbraio 2016 al 24 giugno 2025.

## Volumi 1-10
| Nº | Titolo italiano Giapponese 「Kanji」 - Rōmaji | Data di prima pubblicazione                                                                     | Data di prima pubblicazione                                                                 |
| Nº | Titolo italiano Giapponese 「Kanji」 - Rōmaji | Giapponese                                                                                      | Italiano                                                                                    |
| 1  | Izuku Midoriya: Origin 「緑谷出久：オリジン」 - Midoriya Izuku: Orijin | 4 novembre 2014 ISBN 978-4-08-880264-0                                                          | 3 febbraio 2016 ISBN 978-88-6920-626-9 (ed. regolare) ISBN 978-88-6920-614-6 (ed. limitata) |
| 1  | Capitoli - 1. Izuku Midoriya: Origin (緑谷出久：オリジン?, Midoriya Izuku: Orijin) - 2. Il ruggito dei muscoli (うなれ筋肉?, Unare kinniku) - 3. L'esame d'ingresso (入試?, Nyūshi) - 4. La linea di partenza (スタートライン?, Sutāto Rain) - 5. Comincia la scuola (はりさけろ入学?, Harisakero nyūgaku) - 6. Quello che posso fare adesso (今 僕に出来ることを?, Ima boku ni dekiru koto o) - 7. Li indossiamo? (服着よう？?, Fuku kiyō?) |                                                                                                 |                                                                                             |
| 1  | Trama A causa di una mutazione genetica, il genere umano ha ottenuto la capacità di sviluppare superpoteri denominati Quirk che hanno consentito lo sviluppo di una nuova categoria di persone: gli Hero, i quali combattono contro i Villain. Izuku Midoriya è uno studente delle scuole medie che ha sempre sognato di entrare a far parte di questa cerchia, pur essendo un ormai rarissimo essere umano nato senza poteri. Un giorno Izuku incontra per caso All Might, il più grande eroe del mondo, e scopre la sua vera forma. Dopo che il ragazzo si apre con lui sulla sua condizione, l'eroe consiglia al ragazzo di lasciar perdere il sogno di diventare un Hero ma, dopo aver visto Izuku rischiare la vita pur di salvare l'amico d'infanzia Katsuki Bakugo, All Might decide di prendere il ragazzo sotto la sua ala per farlo diventare un Hero: lo sottopone quindi ad un allenamento atto a potenziare le sue doti fisiche, per far sì che questi sia in grado di ereditare il potere di All Might, il One For All. Il tempo limite è fissato a dieci mesi, quando si terranno gli esami per lo Yuei, il più prestigioso liceo per Hero. La prova consiste nel distruggere più robot possibili, in un campo di battaglia creato dalla stessa scuola. Mentre scappa da un gigantesco robot, Izuku si accorge che una ragazza, Ochaco Uraraka, è in difficoltà, così si lancia contro il robot distruggendolo completamente e usando per la prima volta il One For All. Per aver salvato qualcuno durante la prova pratica, Izuku guadagna 60 punti, venendo accettato nella scuola. Il primo giorno di scuola, Izuku e gli altri membri della sua classe, la 1-A, vengono sottoposti da Shota Aizawa, professore reggente della classe, a dei test fisici per testare le loro capacità attuali con i Quirk, spronati anche dalla (rivelatasi finta) minaccia del professore di espellere l'ultimo arrivato. In seguito c'è anche la prima lezione da professore di All Might: una prova di combattimento. Per la prima volta i ragazzi possono indossare i loro costumi. |                                                                                                 |                                                                                             |
| 2  | Infuriati, nerd dei miei stivali! 「猛れクソナード」 - Takere kuso nādo | 5 gennaio 2015 ISBN 978-4-08-880297-8                                                           | 1º aprile 2016 ISBN 978-88-6920-879-9                                                       |
| 2  | Capitoli - 8. Infuriati, nerd dei miei stivali! (猛れクソナード?, Takere kuso nādo) - 9. Deku VS. Kacchan (デクvsかっちゃん?, Deku vs Kacchan) - 10. Spezzati, Bakugo! (折れろ爆豪?, Orero Bakugō) - 11. La start line di Bakugo (スタートライン、爆豪の。?, Sutāto rain, Bakugō no.) - 12. Bravo, metticela tutta, Iida! (いいぞガンバレ飯田くん！?, Ii zo ganbare Iida-kun!) - 13. Esercitazione al soccor… (救助訓れ?, Kyūjo kunre) - 14. Incontro con l'ignoto (未知との遭遇?, Michi to no sōgū) - 15. VS. (ＶＳ?, Bui Esu) - 16. Me la pagherai, Villain! (思い知れ敵?, Omoishire Viran) - 17. Game Over (ゲームオーバー?, Gēmu Ōbā) |                                                                                                 |                                                                                             |
| 2  | Trama Inizia la prova, nella quale i ragazzi si affronteranno due contro due: una coppia farà la parte dei Villain mentre l'altra, col ruolo di Hero, dovrà catturare i Villain o recuperare il loro finto ordigno nucleare. Izuku finisce in squadra con Ochaco, contro Katsuki e Iida Tenya, un altro studente già incontrato da Izuku; durante la prova, Ikuzu finisce per combattere contro Katsuki. Usando il suo potere però, Izuku riesce a "vincere" lo scontro e anche la sua squadra vince la prova. Successivamente, Izuku viene eletto presidente di classe dopo le votazioni, con suo grande stupore. Nella sala da pranzo, Izuku è incerto se lui è la persona giusta per il compito, ma viene convinto da Iida, che proviene da una famiglia prestigiosa di Hero; subito dopo però, quando Iida riesce a ristabilire l'ordine tra gli studenti in seguito ad un incidente, Izuku lo propone come nuovo rappresentante, con il consenso di tutti i compagni. Successivamente i ragazzi si preparano ad una sfida di soccorso. Arrivati a destinazione, incontrano No. 13, un Hero capace di creare buchi neri e specializzato nel soccorso in situazioni ad altissimo rischio, che assisterà gli studenti nella prova. Improvvisamente si apre un vortice da cui escono molti nemici. Izuku e la classe sono costretti a scappare, tuttavia i ragazzi vengono trasportati in gruppi da tre in vari punti del posto, dove sono presenti una grande quantità di nemici pronti a eliminarli. Aizawa viene sconfitto da un potente nemico chiamato Nomu, ma i ragazzi vengono salvati dall'intervento di All Might. |                                                                                                 |                                                                                             |
| 3  | Allmight 「オールマイト」 - Ōrumaito | 3 aprile 2015 ISBN 978-4-08-880335-7                                                            | 1º giugno 2016 ISBN 978-88-6920-988-8                                                       |
| 3  | Capitoli - 18. Heroes al contrattacco (逆襲のヒーローズ?, Gyakushū no Hīrōzu) - 19. Allmight (オールマイト?, Ōrumaito) - 20. Il mondo dei professionisti (プロの世界?, Puro no sekai) - 21. Nel petto di ciascuno (各々の胸に?, Onoono no mune ni) - 22. Allora è così, Ochaco (そういうことねお茶子さん?, Sō iu koto ne Ochako-san) - 23. Ruggisci, festival dello sport (うなれ体育祭?, Unare taiikusai) - 24. Sali di corsa e butta giù a calci (駆け上がれ蹴落として?, Kakeagare keotoshite) - 25. Avete tutti un buon Quirk (みんな個性的でいいね?, Minna Kosei-teki de ii ne) - 26. L'inseguimento (立て追われる身?, Tate owareru mi) |                                                                                                 |                                                                                             |
| 3  | Trama All Might inizia a lottare contro Nomu, e, in un feroce scontro di pugni, superando il 100% della sua forza e usando trecento pugni, sconfigge il mostro scagliandolo fuori dalla struttura. Dopo la sconfitta di Nomu, Shigaraki, il capo dei Villain e il suo braccio destro Kurogiri attaccano All Might, ormai non più in grado di muoversi. L'intervento di Izuku dà agli insegnanti della Yuei abbastanza tempo per raggiungere il luogo dello scontro, costringendo i Villain ancora in piedi a scappare. All Might ringrazia Izuku dicendogli che se non fosse stato per lui, sarebbe morto. Il giorno successivo agli avvenimenti della prova di soccorso, Aizawa si presenta in classe e annuncia l'inizio del Festival sportivo, una manifestazione che per la sua popolarità ha preso il posto delle Olimpiadi e che è diventata l’evento ideale per gli studenti di mettersi in mostra verso talent scout o altri Hero. Decisi a non sfigurare, Izuku e i suoi compagni si allenano seriamente. Il giorno dell'inizio delle manifestazioni, i ragazzi affrontano la prima prova, una corsa d'ostacoli dove vengono attaccati dagli stessi robot affrontati nel test d'ingresso. |                                                                                                 |                                                                                             |
| 4  | Il ragazzo nato con ogni cosa 「すべてを持って生まれた男の子」 - Subete o motte urarete otoko no ko | 4 giugno 2015 ISBN 978-4-08-880420-0                                                            | 3 agosto 2016 ISBN 978-88-6920-989-5                                                        |
| 4  | Capitoli - 27. Il momento dei negoziati decisivi (天下分け目の交渉時間?, Tenkawakeme no kōshō jikan) - 28. Strategia, strategia, strategia! (策策策?, Saku saku saku) - 29. Non lo sanno (知られてない?, Shiraretenai) - 30. La conclusione della sfida a cavallo (騎馬戦決着?, Kibasen kecchaku) - 31. Il ragazzo nato con ogni cosa (すべてを持って生まれた男の子?, Subete o motte urarete otoko no ko) - 32. Sorridi, principe delle assurdità! (笑え！ノンセンス界のプリンス?, Warae! Nonsensu-kai no purinsu) - 33. Le motivazioni di Shinso (真相くんの無情?, Shinsō-kun no mujō) - 34. Vittoria o sconfitta (勝ち負け?, Kachimake) - 35. Trema, sfidante! (奮え！チャレンジャー?, Furue! Charenjā) |                                                                                                 |                                                                                             |
| 4  | Trama Izuku riesce a vincere la prima prova ed ottenere il punteggio più alto. La seconda prova è una sfida a squadre di quattro in cui gli studenti si dovranno sfidare per rubare alle altre squadre una fascia su cui è riportato il loro punteggio. Essendo lo studente col punteggio più alto, Izuku rischia di essere quello preso di mira da tutti gli avversari, ma nonostante questo riesce a trovare dei compagni per formare la sua squadra. Alla fine solo quattro squadre rimangono in gara: la squadra di Shoto Todoroki, il più forte studente della 1-A, si classifica prima, mentre quella di Izuku quarta. La terza prova è un torneo ad eliminazione dove i finalisti si sfideranno uno contro uno. Prima della prova Izuku viene direttamente sfidato da Shoto, il quale si rivela essere il figlio del secondo più grande eroe del mondo, Endeavor, allevato proprio con l'intento di superare All Might, rivelandogli anche di odiare suo padre. Il primo scontro è fra Izuku e Hitoshi Shinso, uno studente della 1-C (del corso ordinario) il cui potere gli permette di ipnotizzare chiunque gli risponda. Nonostante questo, Izuku riesce a liberarsi dal potere di Shinso e a spingere l'avversario fuori dal ring, vincendo. Le sfide si susseguono fino al momento dello scontro fra Ochaco e Bakugo. |                                                                                                 |                                                                                             |
| 5  | Shoto Todoroki: Origin 「轟焦凍:オリジン」 - Todoroki Shōto: Orijin | 4 agosto 2015 ISBN 978-4-08-880449-1                                                            | 5 ottobre 2016 ISBN 978-88-226-0097-4                                                       |
| 5  | Capitoli - 36. Bakugo VS. Uraraka (爆豪ＶＳ麗日?, Bakugō VS Uraraka) - 37. Midoriya ed Endeavor (緑谷とエンデヴァー?, Midoriya to Endevā) - 38. Todoroki VS. Midoriya (轟ＶＳ緑谷?, Todoroki VS Midoriya) - 39. Shoto Todoroki: Origin (轟焦凍：オリジン?, Todoroki Shōto: Origin) - 40. Emancipazione (親離れ?, Oya banare) - 41. Iida, fight! (飯田くんファイト?, Iida-kun faito) - 42. E ora la finale… (いざ決勝?, Iza kesshō) - 43. Todoroki VS. Bakugo (轟ＶＳ爆豪?, Todoroki VS Bakugō) - 44. Riposatevi! Vacanze fuori stagione (休め振替休日?, Yasume furikae kyūjitsu) |                                                                                                 |                                                                                             |
| 5  | Trama Uraraka affronta Bakugo e, nonostante il suo impegno, viene pesantemente sconfitta. Izuku affronta poi Todoroki: durante il combattimento, questo supera il blocco che si era autoimposto grazie a Izuku e usa finalmente anche i poteri ereditati dal padre. I due ragazzi lanciano un ultimo attacco al termine del quale Izuku viene scaraventato fuori dal ring, determinando la sua sconfitta. Le lotte proseguono fino ad arrivare alla finale tra Katsuki e Shoto, che viene vinta dal primo in quanto il secondo si frena nuovamente non usando quindi tutto il suo potere. Nel frattempo Iida si ritira dal torneo dopo essere venuto a conoscenza del suo fatto che suo fratello, l'Hero Ingenium, è stato paralizzato da un Villain conosciuto come Stain, l'uccisore di Hero. |                                                                                                 |                                                                                             |
| 6  | Strisciare 「蠢く」 - Ugomeku | 4 novembre 2015 ISBN 978-4-08-880488-0                                                          | 1º dicembre 2016 ISBN 978-88-226-0098-1                                                     |
| 6  | Capitoli - 45. La seduta del "proviamo a scegliere i nomi" (名前をつけてみようの会?, Namae o tsukete miyō no kai) - 46. Mistero! Compare Gran Torino! (怪奇！グラントリノ現る?, Kaiki! Gurantorino arawaru) - 47. Strisciare (蠢く?, Ugomeku) - 48. Imparate i trucchi del mestiere (掴めコツ?, Tsukame Kotsu) - 49. Midoriya e Shigaraki (緑谷と死柄木?, Midoriya to Shigaraki) - 50. Vi ammazzerò (ぶっ殺す?, Bukkorosu) - 51. No, non farlo, Iida! (だめだやめとけ飯田くん?, Dame da yametoke Iida-kun) - 52. Stain l'assassino di Heroes VS. studenti dello Yuei (ヒーロー殺しステインVS英雄生徒?, Hīrō-goroshi Sutein VS eiyū seito) - 53. Da Todoroki a Iida (轟から飯田へ?, Todoroki kara Iida e) |                                                                                                 |                                                                                             |
| 6  | Trama Gli studenti dello Yuei scelgono i propri nomi da Hero e Aizawa annuncia che gli studenti dovranno affrontare una settimana di tirocinio presso alcune agenzie di Hero. Izuku riceve una richiesta da Gran Torino, un anziano Hero che è stato il maestro di All Might, e decide di accettare, mentre Iida accetta di fare pratica nell'area dove suo fratello è stato attaccato. Mentre Izuku si allena con Gran Torino per padroneggiare il suo potere, Stain viene contattato dall'Unione dei Villain. Dopo il fallimento dell'incontro, Stain attacca la città di Hosu, dove si trovano Izuku e Iida. Mentre gli Hero affrontano dei Noumu evocati da Kurogiri, Iida attacca Stain per vendicare il fratello, ma ha la peggio e viene salvato dall'intervento di Izuku. Precedentemente contattato da Izuku, anche Shoto si unisce alla battaglia contro Stain. |                                                                                                 |                                                                                             |
| 7  | Katsuki Bakugo: Origin 「爆豪勝己：オリジン」 - Bakugō Katsuki: Orijin | 4 febbraio 2016 ISBN 978-4-08-880607-5 (ed. regolare) ISBN 978-4-08-908261-4 (ed. con drama-CD) | 1º febbraio 2017 ISBN 978-88-226-0351-7                                                     |
| 7  | Capitoli - 54. Re: Ingenium (Reインゲニウム?, Re Ingeniumu) - 55. La fine dello scontro?! (終局？?, Shūkyoku?) - 56. La fine dello scontro (決着?, Kecchaku) - 57. Le ripercussioni del caso "Stain l'assassino di Heroes" (「ヒーロー殺しステイン」その余波?, "Hīrō-goroshi Sutein" sono yoha) - 58. A conclusione dell'esperienza sul campo (職場体験を終えて?, Shokuba taiken o oete) - 59. Apprendi il passato! (知れ！！昔の話?, Shire!! Mukashi no hanashi) - 60. Preparatevi per i test finali (備えろ期末テスト?, Sonaero kimatsu tesuto) - 61. I peggiori due (最悪のふたり?, Saiaku no futari) - 62. Katsuki Bakugo: Origin (爆豪勝己：オリジン?, Bakugō Katsuki: Orijin) |                                                                                                 |                                                                                             |
| 7  | Trama Combattendo insieme, i tre studenti riescono d'avere la meglio su Stain. Pur avendo la possibilità di fuggire, l'assassino salva Izuku da un attacco di un Nomu, facendosi catturare. Dopo l'arresto di Stain, sempre più persone si avvicinano al suo punto di vista verso gli Hero e cominciano a gravitare verso l'Unione dei Villain. Nel frattempo, il merito per l'arresto va ad Endeavor, per assicurare che Iida, Izuku e Shoto non siano puniti per aver usato i loro poteri senza autorizzazione. Dopo il loro tirocinio, tutti tornano a scuola e All Might decide di dire a Izuku la verità dietro al suo Quirk e l'identità del vero capo dell'Unione dei Villain, All For One. Si avvicinano gli esami di fine semestre in cui, oltre ad una prova scritta, gli alunni dovranno affrontare gli insegnanti in combattimento: Izuku e Katsuki si ritroveranno assieme ad affrontare proprio All Might. |                                                                                                 |                                                                                             |
| 8  | Yaoyorozu: Rising 「八百万：ライジング」 - Yaoyorozu: Raijingu | 4 aprile 2016 ISBN 978-4-08-880654-9                                                            | 4 aprile 2017 ISBN 978-88-226-0427-9                                                        |
| 8  | Capitoli - 63. Yaoyorozu: Rising (八百万：ライジング?, Yaoyorozu: Raijingu) - 64. I compiti (難題?, Nandai) - 65. Il muro (壁?, Kabe) - 66. Cronaca delle osservazioni di Midoriya sulla classe (緑谷のクラス観察記?, Midoriya no kurasu kansatsu-ki) - 67. Togliti la maschera (むけろ一皮?, Mukero hitokawa) - 68. Encounter (エンカウンター?, Enkauntā) - 69. Interview with Midoriya (インタビューウィズ緑谷?, Intabyū wizu Midoriya) - 70. Wild Wild Pussycats (ワイルドワイルドプッシーキャッツ?, Wairudo Wairudo Pusshīkyattsu) - 71. Kota (洸汰くん?, Kōta-kun) |                                                                                                 |                                                                                             |
| 8  | Trama Collaborando tra loro, Izuku e Katsuki riescono a superare la prova, così come Shoto e la vice capoclasse Yaoyorozu, messi contro Aizawa. Anche se molti studenti non riescono a passare la prova, ricevono comunque il permesso di recarsi al capo estivo. Intanto Shigaraki incontra due ragazzi interessati ad unirsi alla sua organizzazione, la mentalmente instabile Himiko Toga e lo psicopatico Dabi, e rimane disgustato del fatto che l'ideologia di Stain ha ispirato tante persone quando il suo approccio non è stato di successo. Nel frattempo, Izuku e i suoi compagni di classe vanno al centro commerciale per fare acquisti in vista del campo estivo. Qui Izuku ha un inaspettato incontro con Shigaraki, al termine del quale il criminale riafferma la sua intenzione di eliminare All Might e lo avverte che al loro prossimo incontro lo ucciderà. Gli studenti si recano al campo dove fanno la conoscenza con le Wild Wild Pussycats, un gruppo di eroine che gestiscono il campo, e con Kota, nipote di una delle componenti del gruppo che disprezza gli Hero. |                                                                                                 |                                                                                             |
| 9  | Il mio Hero 「僕のヒーロー」 - Boku no Hīrō | 3 giugno 2016 ISBN 978-4-08-880689-1                                                            | 5 luglio 2017 ISBN 978-88-226-0627-3                                                        |
| 9  | Capitoli - 72. Il secondo giorno (二日目?, Futsukame) - 73. Good Evening (グッドイブニング?, Guddo Ibuningu) - 74. Il segnale (狼煙?, Noroshi) - 75. Rischia, Hero! (賭せ！ヒーロー?, Tose! Hīrō) - 76. Il mio Hero (僕のヒーロー?, Boku no Hīrō) - 77. Va bene (いいよ?, Ii yo) - 78. Il vortice del caos (混乱渦巻き?, Konran uzumaki) - 79. Il pugno di ferro! (ブチ込む鉄拳！！！?, Buchikomu tekken!!!) - 80. Nasce la squadra di difesa Bakugo (発足爆豪護衛部隊?, Hossoku Bakugō goei butai) |                                                                                                 |                                                                                             |
| 9  | Trama Gli studenti iniziano ad allenare i propri Quirk in vista dell'esame per ottenere la licenza provvisoria da Hero. Il terzo giorno, durante una prova di coraggio nei boschi, il campo viene attaccato da una squadra composta dalle nuove reclute dell'Unione dei Villain. Mentre gli studenti e gli insegnanti si difendono dagli attacchi dei vari nemici, Kota, che si trova al suo rifugio sulla montagna, viene attaccato da Muscular, il Villain che anni prima fu responsabile della morte dei suoi genitori. Izuku corre in soccorso del bambino e ingaggia un violento scontro contro Muscular, riuscendo a sconfiggerlo utilizzando il One For All. Resosi conto che gli studenti sono l'obbiettivo dei nemici, Aizawa dà a quest'ultimi il permesso di contrattaccare. Seppur ferito, Izuku si unisce alla battaglia, fino a quanto uno dei nemici, Mr. Compress, usa il suo potere per catturare Bakugo. |                                                                                                 |                                                                                             |
| 10 | All For One 「オール・フォー・ワン」 - Ōru Fō Wan | 2 settembre 2016 ISBN 978-4-08-880779-9                                                         | 6 settembre 2017 ISBN 978-88-226-0681-5                                                     |
| 10 | Capitoli - 81. Nuvole minacciose all'orizzonte (がなる風雲急?, Ganaru fūunkyū) - 82. Sempre in movimento! (転転転！?, Tententen!) - 83. La sconfitta (敗け?, Make) - 84. Da Iida a Midoriya (飯田から緑谷へ?, Iida kara Midoriya e) - 85. Tutti scemi (バカばっか?, Baka bakka) - 86. Prima della tempesta (嵐の前?, Arashi no mae) - 87. Scontro violento (GEKITOTSU) - 88. All For One (オール・フォー・ワン?, Ōru Fō Wan) - 89. Tutti per uno (全ては1人の為に?, Subete wa hitori no tame ni) - Bonus. Il diario "croak croak" di Tsuyu-chan (梅雨ちゃんのけろけろ日記?, Tsuyu-chan no kerokero nikki) |                                                                                                 |                                                                                             |
| 10 | Trama Nonostante gli sforzi degli studenti, i Villain riescono a fuggire con Bakugo. Lo Yuei viene ritenuta responsabile per tale avvenimento e per il ferimento di alcuni studenti, ma Yaoyorozu rivela di essere riuscita a piazzare un segnale su uno dei Nomu, così gli Hero decidono di passare al contrattacco. Venuti a conoscenza della cosa, Izuku, Todoroki, Yaoyorozu e Kirishima, nonostante il parere contrario di Iida, decidono di recarsi al quartier generale dei nemici per salvare Bakugo, che nel frattempo viene invitato dai Villain ad unirsi a loro. Prima che i ragazzi possano intervenire, un gruppo di Hero capitanati da All Might fa irruzione nel covo, catturando i Villain. In quel momento però fa la sua apparizione All For One, che porta in salvo i suoi sottoposti e si appresta ad affrontare All Might. |                                                                                                 |                                                                                             |

## Volumi 11-20
| Nº | Titolo italiano Giapponese 「Kanji」 - Rōmaji | Data di prima pubblicazione             | Data di prima pubblicazione                                                               |
| Nº | Titolo italiano Giapponese 「Kanji」 - Rōmaji | Giapponese                              | Italiano                                                                                  |
| 11 | La fine dell'inizio, l'inizio della fine 「始まりの終わり 終わりの始まり」 - Hajimari no owari, owari no hajimari | 4 novembre 2016 ISBN 978-4-08-880809-3  | 2 novembre 2017 ISBN 978-88-226-0757-7                                                    |
| 11 | Capitoli - 90. La mano (手を?, Te o) - 91. Il simbolo della pace (平和の象徴?, Heiwa no shōchō) - 92. One For All (ワン・フォー・オール?, Wan Fō Ōru) - 93. Le braci del One For All (残り火ワンフォーオール?, Nokoribi Wan Fō Ōru) - 94. Il messaggio dal maestro al discepolo (師弟のメッセージ?, Shitei no messēji) - 95. La fine dell'inizio, l'inizio della fine (始まりの終わり 終わりの始まり?, Hajimari no owari, owari no hajimari) - 96. Visita a casa (家庭訪問?, Kazoku hōmon) - 97. Una mamma deve essere severa (ガツンと言うからお母さん?, Gatsun to iu kara okaasan) - 98. Nel dormitorio (入れ寮?, Haire ryō) - 99. Addio due cifre, dopo... saranno tre! (さよなら二桁、これから三桁?, Sayonara niketa, korekara sanketa) |                                         |                                                                                           |
| 11 | Trama Lo scontro tra All Might e All For One prosegue, ma il primo si trova in svantaggio. Quando Izuku e i suoi compagni riescono a portare in salvo Bakugo, All Might concentra tutte le energie che gli sono rimaste in un colpo, abbattendo l'avversario, ma perdendo definitivamente i suoi poteri: le braci del One For All si sono spente. All For One viene così arrestato, mentre All Might è costretto a ritirarsi. In seguito agli ultimi avvenimenti, la madre di Izuku decide di non far tornare il figlio allo Yuei, temendo per la sua incolumità, ma si convince dopo una visita di All Might e spinta dalle parole del figlio. Una volta iniziato il secondo semestre, la scuola prende la decisione di istituire dei dormitori per tenere al sicuro gli studenti, che nel frattempo iniziano a prepararsi per ottenere la licenza provvisoria. |                                         |                                                                                           |
| 12 | THE ESAME 「THE試験」 - The shiken | 3 febbraio 2017 ISBN 978-4-08-881004-1  | 3 gennaio 2018 ISBN 978-88-226-0817-8                                                     |
| 12 | Capitoli - 100. Elabora le mosse speciali (編め必殺技?, Amehissatsuwaza) - 101. La ragazza di nome Mei Hatsume (発目明という女?, Hatsume Mei to iu onna) - 102. Al settimo cielo (心浮かぶ?, Kokoro ukabu) - 103. THE ESAME (𝚃𝙷𝙴 試験?, The shiken) - 104. Scontro incandescente! Le capacità di ciascuno (白熱！各々の実力!?, Hakunetsu! Onōno no jitsuryoku!) - 105. Il liceo Shiketsu si avvicina strisciando (這い寄る士傑高校?, Haiyoru Shiketsu kōkō) - 106. 1-A" (𝟷年𝙰組?, Ichi-nen A-gumi) - 107. I pensieri di Denki Kaminari (上鳴電気の思うこと?, Kaminari Denki no omou koto) - 108. RUSH! (ラッシュ!?, Rasshu!) |                                         |                                                                                           |
| 12 | Trama Gli studenti dello Yuei iniziano ad elaborare delle nuove mosse ed a ideare delle migliorie ai loro costumi. Per evitare ulteriori danni collaterali dovuti al One For All, Izuku sviluppa un suo stile di combattimento basato sui calci. Il giorno dell'esame, gli studenti scoprono che dovranno competere con altre scuole di Hero, tra cui la Shiketsu, e vengono istruiti sulle regole. L'esame vede la partecipazione di oltre 1540 studenti, di cui solo cento potranno ottenere la licenza, e la prima prova consiste in una battle royale in cui ogni partecipante ha disposizione sei palle con cui dovrà colpire tre bersagli sul corpo degli avversari. Durante la prova, Izuku viene approcciato da una ragazza dello Shiketsu, Camie, che sembra particolarmente interessata a lui. Collaborando fra di loro, tutta la classe 1-A riesce a superare la prima prova. |                                         |                                                                                           |
| 13 | Devo parlarti del tuo Quirk 「てめェの"個性"の話だ」 - Teme no "Kosei" no hanashi da | 4 aprile 2017 ISBN 978-4-08-881049-2    | 1º marzo 2018 ISBN 978-88-226-0914-4                                                      |
| 13 | Capitoli - 109. L'esercitazione al soccorso (救助演習?, Kyūjo enshū) - 110. L'esercitazione al soccorso (2ª parte) (続•救助演習?, Zoku: kyūjo enshū) - 111. Cominciamo male (燻りビギニング?, Kusuburi biginingu) - 112. Che state facendo?! (何をしてんだよ?, Nani o shiten da yo) - 113. Dopo l'esame (試験その後に?, Shiken sono ato ni) - 114. Dopo i risultati (合否その後に?, Gōhi sono ato ni) - 115. Unleashed (アンリーシュド?, Anrīshudo) - 116. Sauti, Tartaros (挨拶タルタロス?, Aisatsu Tarutarosu) - 117. Devo parlarti del tuo Quirk (てめェの"個性"の話だ?, Teme no "Kosei" no hanashi da) - 118. Una battaglia senza senso (意味のない戦い?, Imi no nai tatakai) |                                         |                                                                                           |
| 13 | Trama Come seconda prova, gli studenti devono affrontare una simulazione di soccorso dopo un evento catastrofico, respingendo al contempo anche gli assalti di un Villain, interpretato dall'Hero Gang Orca. Todoroki, occupandosi di respingere il Villain, viene provocato da uno studente della Shiketsu, Inasa, che serba rancore verso suo padre Endeavor, ed entrambi finiscono per perdere di vista l'obiettivo della prova. Richiamati da Izuku, i due riescono ad elaborare una strategia bloccando Gang Orca, appena prima che l'esame finisca. Resi noti i risultati, solo Bakugo, Todoroki e Inasa risultano tra gli studenti bocciati. Intanto, oramai lontana dal luogo della prova, Camie si rivela essere Himiko Toga, membro dell'Unione dei Villain, che si era infiltrata solo per recuperare un campione di sangue da Izuku. In seguito al ritiro di All Might, la criminalità dilaga, e questi decide di recarsi in prigione a parlare con All For One riguardo Tomura, ma con scarso successo. Tornati allo Yuei, Bakugo sfida Izuku in una battaglia nel cuore della notte, avendo oramai capito che tra lui ed All Might ci sia ben più di quanto non traspaia. |                                         |                                                                                           |
| 14 | Overhaul 「オーバーホール」 - Ōbāhōru | 2 giugno 2017 ISBN 978-4-08-881175-8    | 2 maggio 2018 ISBN 978-88-226-0991-5 (ed. regolare) ISBN 978-88-226-0992-2 (ed. limitata) |
| 14 | Capitoli - 119. Deku VS. Kacchan 2 (デクVSかっちゃん2?, Deku VS Katchan 2) - 120. Tre persone (三人?, Sannin) - 121. Cerimonia d'apertura del secondo semestre (後期始業式?, Kōki shigyō-shiki) - 122. La stagione degli incontri (出会いの季節?, Deai no kisetsu) - 123. Invincibile (無敵?, Muteki) - 124. Entriamo nel vivo! L'esperienza del tirocinio (胎動！！EP:インターン?, Taidō!! EP: Intān) - 125. Overhaul (オーバーホール?, Ōbāhōru) - 126. Apriti, Mondo! (拓け世界?, Hirake Sekai) - 127. Sir Nighteye, Izuku Midoriya, Mirio Togata, All Might (サー・ナイトアイと緑谷出久と通形ミリオとオールマイト?, Sā Naitoai to Midoriya Izuku to Tōgata Mirio to Ōrumaito) - 128. Boy Meets.... (ボーイ・ミーツ...?, Bōi Mītsu...) |                                         |                                                                                           |
| 14 | Trama Lo scontro fra Katsuki e Izuku si conclude con la vittoria del primo. Con l'arrivo di All Might, Katsuki promette di non rivelare il legame fra lui e Izuku, e questi gli promette che un giorno lo batterà. I due vengono comunque puniti da Aizawa per aver combattuto, e costretti ad un periodo di arresti domiciliari. Con l'inizio ufficiale del secondo semestre, Aizawa annuncia alla classe che dovranno seguire un nuovo periodo di tirocinio e presenta loro i Big Three, ovvero tre studenti del terzo anno che li stanno svolgendo e potranno raccontare in prima persona le loro esperienze. Uno di questi, Mirio Togata, dimostra la sua forza sconfiggendo l'intera classe, Izuku compreso. Altrove, l'Unione dei Villains entra in contatto con un gruppo di villain chiamato Shie Hassaikai, guidato da un esponente della Yakuza che si fa chiamare Overhaul. L'incontro degenera quando Overhaul uccide uno dei sottoposti di Shiragaki, Magne. Izuku intanto decide di svolgere il tirocinio presso l'ufficio di Sir Nighteye, maestro di Mirio ed ex spalla di All Migth. Pur fallendo la prova, Sir decide comunque di dare una possibilità al ragazzo. Il giorno seguente, mentre pattuglia con Mirio, Izuku si imbatte in Eri, una bambina inseguita proprio da Overhaul.                      |                                         |                                                                                           |
| 15 | Fato avverso 「抗う運命」 - Aragau unmei | 4 settembre 2017 ISBN 978-4-08-881202-1 | 4 luglio 2018 ISBN 978-88-226-1048-5                                                      |
| 15 | Capitoli - 129. Eri (エリ?) - 130. Ascolta la verità! (聞け真相?, Kike shinsō) - 131. Fato avverso (抗う運命?, Aragau unmei) - 132. Il piano (計画?, Keikaku) - 133. Inseguilo, Kirishima! (追え切島?, Oe Kirishima) - 134. Guts! Let's go, Red Riot! (ガッツだレッツラレッドライオット?, Gattsu da Rettsura Reddo Raiotto) - 135. Discorsi spiacevoli (嫌な話?, Iya na hanashi) - 136. Vicinissimo! (間近！！?, Majika!!) - 137. Fermateli!' (阻止せよ！！?, Soshi seyo!!) |                                         |                                                                                           |
| 15 | Trama Chisaki porta via la bambina affermando che si tratta di sua figlia mentre Izuku e Mirio informano Sir Nighteye di quanto accaduto. Izuku si reca poi a parlare con All Might, e questi gli svela che Nigtheye aveva scelto Mirio come prossimo portatore dell'One For All. Con il suo Quirk, che gli consente di vedere nel futuro, Nigtheye aveva inoltre previsto che All Migth sarebbe morto in azione nel giro di sei sette anni in seguito al suo ferimento. Shiragaki si reca ad un nuovo incontro con Overhaul, e questi gli rivela che lo Shie Hassaikai è riuscito a creare una droga in grado di distruggere i Quirk, e che vuole sfruttarla per distruggere la società degli hero. Kirishima, mentre è di pattuglia con l'hero Fat Gum e uno dei Big Three, Tamaki Amakiji, si imbatte in un villain in possesso del siero e lo cattura. Qualche giorno dopo tale avvenimento, Nighteye convoca un gruppo di Hero con i rispettivi tirocinanti (tra cui l'hero Ryuku, maestra di una dei Big Three, Nejire Hado e di Uraraka e Tsuyu) e l'informa che lo Shie Hassaikai sfrutta il sangue di Eri per ottenere il siero. Gli hero decidono cosi di organizzare un piano di salvataggio. Individuato il covo dei nemici grazie ai poteri di Nigtheye, il gruppo si appresta a fare irruzione.                 |                                         |                                                                                           |
| 16 | Red Riot 「烈怒頼雄斗」 - Reddo Raiotto | 2 novembre 2017 ISBN 978-4-08-881221-2  | 3 ottobre 2018 ISBN 978-88-226-1084-3                                                     |
| 16 | Capitoli - 138. GO! (GOゴー!!?, Gō!!) - 139. Brividi! Il labirinto sotterraneo (戦慄!!地下迷宮?, Senritsu!! Chika meikyū) - 140. Suneater dei Big Three (ビッグ3のサンイーター?, Biggu 3 no San'ītā) - 141. Hassaikai: Behind (八斎衆:ビハインド?, Hassaishū: Bihaindo) - 142. Scudo, scudo, lancia, scudo (盾と盾と矛と盾?, Tate to tate to hoko to tate) - 143. Battiamoci, Rappa! (勝負してみようや!! 乱波くん!!?, Shōbu shite miyou ya!! Rappa-kun!!) - 144. Red Riot (1ª parte) (烈怒頼雄斗①?, Reddo Raiotto ①) - 145. Red Riot (2ª parte) (烈怒頼雄斗②?, Reddo Raiotto ②) - 146. Trasferta (出向?, Shukkō) - 147. "Toga-Twice" (トゥガイス!!?, Tūgaisu!!) |                                         |                                                                                           |
| 16 | Trama Gli hero e gli studenti fanno irruzione nella base degli Shie Hassaikai, venendo fronteggiati dagli Otto Sacrificabili, dei villain affiliati al gruppo. Mentre il gruppo di Ryuku affronta uno dei nemici, Rikiya Katuskame, il resto degli hero viene separato per via del Quirk di Irinaka, uno dei collaboratori di Chisaki. Amajiki affronta cosi tre avversari, Setsuno, Hojo e Tabe, riuscendo a batterli dopo uno scontro impegnativo. Anche Kirishima e Fat Gum vengono separati dagli altri e fronteggiano altri due membri degli Otto Sacrificabili, Rappa e Tengai. Grazie al supporto di Kirishima e al suo Quirk, Fat Gum riesce a sconfiggere i due nemici. Nel frattempo, Toga e Twice, ceduti dall'Unione agli Shie Hassaikai come patto d'alleanza, attaccano il gruppo di Izuku e Aizawa. |                                         |                                                                                           |
| 17 | Lemillion 「ルミリオン」 - Rumirion | 2 febbraio 2018 ISBN 978-4-08-881320-2  | 4 gennaio 2019 ISBN 978-88-226-1187-1                                                     |
| 17 | Capitoli - 148. I dolori del giovane "Toga-Twice" (若きトゥガイスの悩み?, Wakaki Tūgaisu no nayami) - 149. Non arrabbiarti, Irinaka (怒らないでよ入中くん?, Okoranaide yo Irinaka-kun) - 150. Mirio Togata (通形ミリオ?, Tōgata Mirio) - 151. Mirio Togata! (通形ミリオ!!?, Tōgata Mirio!!) - 152. Lemillion (ルミリオン?, Rumirion) - 153. Trasformazione! (変身!?, Henshin!) - 154. Una speranza invisibile (見えない気望?, Mienai kibō) - 155. Salvatori, salvati, il posto di un Hero (救う人、救われる人、ヒーローの所在?, Sukuu hito, sukuwareru hito, hīrō no shozai) - 156. La forza dei salvati (スクウェアウェアの人のチカラ?, Sukuwareru hito no chikara) - 157. Infinito 100% (無限100%?, Mugen 100 pāsento) |                                         |                                                                                           |
| 17 | Trama Irinaka viene sconfitto da Midoriya, Aizawa e Nigtheye dopo aver abbassato la guardia a causa di Toga e Twice. Mirio raggiunge Chronostasis e Chisaki, e dopo aver sconfitto due dei Sacrificabili, Nemoto e Sasaki, affronta Chisaki, mettendolo in difficoltà. Nel tentativo di proteggere Eri, Mirio viene colpito da uno dei proiettili distruggi-Quirk sparato da Nemoto, perdendo l'uso del suo Quirk. Mirio continua a combattere fino all'arrivo del gruppo di Izuku. Chronostasis cattura Aizawa, rivelandogli che Eri è la nipote del boss precedente, mentre Chisaki usa il suo Quirk per assimilare Nemoto e trasformarsi in un mostro. Nighteye ordina a Izuku di portare in salvo Mirio ed Eri mentre tiene occupato il nemico, ma rimane ferito quando il suo Quirk gli mostra un futuro in cui lui e Izuku vengono uccisi. Ma nonostante ciò, Izuku rifiuta di rinunciare a salvare Eri. Dopo che il gruppo di Ryuku e Rikiya fanno irruzione, Chisaki fugge con Eri, ma questa attiva il suo Qurik, separandolo da Nemoto e venendo recuperata da Izuku. All'esterno del rifugio, Izuku usa il Quirk di Eri per controllare l'One For All al 100%, e si prepara ad affrontare Chisaki, che si è fuso con Rikiya trasformandosi in un imponente essere, sia organico che composto di detriti e cemento. |                                         |                                                                                           |
| 18 | Un futuro radioso 「明るい未来」 - Akarui mirai | 4 aprile 2018 ISBN 978-4-08-881380-6    | 1º marzo 2019 ISBN 978-88-226-1227-4                                                      |
| 18 | Capitoli - 158. L'anomala compassione di Chisaki (治崎の異常な恩情?, Chisaki no ijōna onjō) - 159. Fine (終了!!!!?, Shūryō!!!!) - 160. Autostrada (高速道路?, Kōsokudōro) - 161. Un futuro radioso (明るい将来?, Akarui mirai) - 162. Persona adeguata (ふさわしき者?, Fusawashiki mono) - 163. Fiamme latenti (くすぶる炎?, Kusuburu honō) - 164. Mocciosi precoci (マセガキ?, Masegaki) - 165. Conquistate il cuore dei mocciosi (ブラットの心に勝つ?, Buratto no kokoro ni katsu) - 166. Appagante addestramento per la licenza provvisoria (ホッコ仮免講習?, Hokko karimen kōshū) - 167. No. 1 Hero Start Line (No. 1 ヒーローのスタートライン?, Nanbā Wan hīrō no sutāto rain) |                                         |                                                                                           |
| 18 | Trama Izuku sconfigge Chisaki mentre Eri riporta questi e Rikiya alla normalità e Tamaki salva Aizawa da Kurono. Aizawa riesce a negare il Quirk di Eri prima che uccida Izuku, mentre gli Shie Hassaikai vengono arrestati e Toga e Twice scappano e informano i loro compagni sulla posizione degli Yakuza. I villain intercettano il convoglio della polizia diretto in ospedale e Tomura e Mr Compress distruggono le braccia di Chisaki in modo che non possa mai più usare il suo Quirk e prendono i proiettili distruggi-Quirk per i loro scopi. Eri viene affidata ad Aizawa affinché impari a controllare il suo potere, mentre Nigtheye muore a causa delle ferite ricevute in battaglia, facendo pace con All Might e spronando Mirio ad andare avanti. Sulle montagne, la polizia e Gran Torino catturano Kurogiri, ma si imbattono inaspettatamente in uno dei servitori di All for One, Gigantomachia. Katsuki e Shoto intanto frequentano uno speciale corso per la licenza provvisoria, e incontrano Inasa e Camie del Liceo Shiketsu. I quattro ricevono un incarico davvero unico: raggiungere i cuori dei bambini delle scuole elementari. |                                         |                                                                                           |
| 19 | Il Festival della Cultura 「文化祭」 - Bunkasai | 4 luglio 2018 ISBN 978-4-08-881512-1    | 1º maggio 2019 ISBN 978-88-226-1440-7                                                     |
| 19 | Capitoli - 168. Le stranezze di Aoyama (青山奇行篇?, Aoyama kikō-hen) - 169. Il Festival della Cultura (文化祭?, Bunkasai) - 170. Con Eri (エリちゃんと?, Eri-chan to) - 171. Gentle e La Brava (ジェントルとラブラバ?, Jentoru to Raburaba) - 172. L'organizzazione del Festival della Cultura è la parte più divertente (1) (文化祭って準備してる時が一番楽しいよね①?, Bunkasai tte junbi shiteru toki ga ichiban tanoshī yone①) - 173. L'organizzazione del Festival della Cultura è la parte più divertente (2) (文化祭って準備してる時が一番楽しいよね②?, Bunkasai tte junbi shiteru Toki ga ichiban tanoshī yone②) - 174. Gold Tips Imperial (ゴールドティップスインペリアル?, Gōrudo Tippusu Inperiaru) - 175. Quella mattina (当日, 朝?, Tōjitsu, asa) - 176. Deku VS. Gentle Criminal (デクVSジェントル・クリミナル?, Deku bāsasu Jentoru Kuriminaru) - 177. Il cantiere (建設現場にて?, Kensetsu genba nite) |                                         |                                                                                           |
| 19 | Trama Alla Yuei, Aoyama rivela a Izuku che anche lui ha difficoltà a controllare il proprio quirk e i due diventano amici. Con l'arrivo dell'autunno e i tirocini sospesi, Aizawa informa gli studenti che si terrà il Festival della Cultura, un evento in cui dovranno mettersi in mostra le sezioni diverse da quella per eroi. Gli studenti della 1-A decidono di parteciparvi preparando un concerto e Midoriya invita al festival anche Eri. Nel frattempo, in Giappone si susseguono varie rapine commesse da un uomo che si fa chiamare Gentle Criminal, il quale, con l’aiuto della sua assistente La Brava, riprende i video dei suoi crimini per pubblicarli in rete. Gli studenti della 1-A si preparano per il concerto, mentre Gentle organizza la sua prossima impresa: il suo obiettivo consiste nell’introdursi nella Yuei. Il giorno del festival, Izuku si imbatte al di fuori della scuola nei due villain e dopo averli riconosciuti, inizia a battersi con loro. |                                         |                                                                                           |
| 20 | Inizia il Festival della Cultura! 「開催文化祭!!」 - Kaisai bunkasai!! | 4 settembre 2018 ISBN 978-4-08-881566-4 | 3 luglio 2019 ISBN 978-88-226-1457-5                                                      |
| 20 | Capitoli - 178. Una ragazza chiamata "La Brava" (ラブラバという女?, Raburaba toiu onna) - 179. Inizia il Festival della Cultura! (開催文化祭!!?, Kaisai bunkasai!!) - 180. Senza che lo sappiano (人知れず?, Tagatame) - 181. Per qualcun altro (誰が為?, Jentoru to Raburaba) - 182. Lasciate proseguire il Festival della Cultura! (垂れ流せ! 文化祭!?, Tare Nagase! Bunkasai!) - 183. Un intero giorno al Festival della Cultura! (終日!! 文化祭?, Shūjitsu!! Bunkasai!!) - 184. Hero Billboard Chart Jp (ヒーロービルボードチャート?, JP Hīrō Birubōdo Chāto Jeipī) - 185. Wing Hero Hawks (ウィングヒーロー ホークス?, Uingu Hīrō Hōkusu) - 186. Endeavor & Hawks (エンデヴァー&ホークス?, Endevā ando Hōkusu) - 187. "Brucia e ruggisci" vs. il Nomu High-End (燃えよ轟け！VSバーサス 脳無：ハイエンド?, Moeyo Todoroke! Bāsasu Nōmu: Hai-Endo) - 188. Tuo padre diventerà il numero 1 (父はNo.ナンバー1ヒーロー?, Chichi wa nanbā 1 hīrō) |                                         |                                                                                           |
| 20 | Trama Midoriya deve fermare Gentle e La Brava, senza far scattare alcun allarme, o il Festival della Cultura sarà cancellato e il giorno di tutti sarà rovinato. Dopo uno scontro sia fisico che di ideali, i due villain vengono sconfitti dal ragazzo, e in seguito arrestati. La classe A porta cosi a termine il suo spettacolo musicale, facendo tornare il sorriso ad Eri. Nel suo primo giorno come Hero numero uno, Endeavour si allea con l'attuale numero due, l'hero alato Hawks, per indagare sul possibile ritorno del mostruoso Nomu. Mentre discutono, i due vengono attaccati da un nuovo modello di Nomu chiamato High End, che ingaggia uno scontro con Endeavor, riuscendo a ferirlo gravemente al volto. |                                         |                                                                                           |

## Volumi 21-30
| Nº | Titolo italiano Giapponese 「Kanji」 - Rōmaji | Data di prima pubblicazione             | Data di prima pubblicazione                                                                  |
| Nº | Titolo italiano Giapponese 「Kanji」 - Rōmaji | Giapponese                              | Italiano                                                                                     |
| 21 | Perché continua a rialzarsi?! 「彼は何故立ち続けたか」 - Kare wa naze tachi tsuzuketa ka | 4 dicembre 2018 ISBN 978-4-08-881624-1  | 4 settembre 2019 ISBN 978-88-226-1515-2                                                      |
| 21 | Capitoli - 189. Perché continua a rialzarsi?! (彼は何故立ち続けたか?, Kare wa naze tachi tsuzuketa ka) - 190. ...il suo inizio! (始まりの?, Hajimari no) - 191. Dabi, Hawks, Endeavor (荼毘・ホークス・エンデヴァー?, Dabi Hōkusu Endevā) - 192. A casa Todoroki (轟家?, Todoroki-ke) - 193. Immagini (面影?, Omokage) - 194. Cielo invernale sullo Yuei (寒空! 雄英高校!?, Samuzora! Yūei kōkō!) - 195. Scontro: sezione A vs. sezione B (激突!A組VSB組?, Gekitotsu! Ē-gumi bāsasu Bī-gumi) - 196. Vai così, Shinsho! (それ行け心操くん！?, Soreike Shinsō-kun!) - 197. Sparatoria a colpi di Quirk ("個性"ドンパチ大応酬?, "Kosei" Donpachi Dai-ōshū) - 198. Ogni tanto bisogna fermarsi e analizzare la situazione (必要!! 時には足止め現状把握!?, Hitsuyō!! Toki ni wa ashitome genjō haaku!) - 199. Operazione: improvvisazione nuove mosse! (新技即興オペレーション!?, Shin-waza sokkyō operēshon!) - 200. Il saggio generale (智将!!?, Chishō!!) |                                         |                                                                                              |
| 21 | Trama Con l'aiuto di Hawks, Endeavor riesce a sconfiggere High End. I due vengono poi attaccati da Dabi dell'Unione dei Villain, che pero viene messo in fuga dal Mirko, l'hero numero cinque. Viene poi rivelato che l'attacco di High End era stato programmato da Dabi e lo stesso Hawks, infiltrato nel gruppo per conto degli Hero. Dopo un intenso allenamento, Izuku sperimenta un sogno che gli mostra una visione del passato di All For One e di suo fratello, primo portatore dell'One For All. Con l'arrivo dell'inverno, la classe A e la classe B fanno una sessione di allenamento congiunta, che comprende anche Shinso, che è determinato a guadagnare un posto nel corso per hero. Il primo round vede Shinsho partecipare con Kirishima, Asui, Kaminari e Koda. Appena il combattimento ha inizio, il gruppo si ritrova in difficoltà contro Tsuburaba e Shishida, che eliminano Kirishima e Koda dallo scontro, sebbene poi Tsuyu riesca a catturare Kosei. In seguito, mentre Kaminari fa da esca, Shinso sfrutta i suoi nuovi equipaggiamenti per eliminare Rin e Shiozaki, portando la sua squadra alla vittoria. Il secondo round vede invece il gruppo di Yayorozou contrapposto a quello di Kendo della classe B. La squadra della Classe A viene divisa dai quirk di Komori e Fukidashi, con Aoyama catturato di conseguenza. Spinta dal desiderio di superare Yaoyorozu, Kendo l'affronta in uno scontro. |                                         |                                                                                              |
| 22 | L'eredità 「受け継ぐモノ」 - Uketsugu Mono | 4 febbraio 2019 ISBN 978-4-08-881723-1  | 4 dicembre 2019 ISBN 978-88-226-1605-0                                                       |
| 22 | Capitoli - 201. Lungimiranza (先を見据えて?, Saki o misuete) - 202. Il terzo set (第三セット?, Daisan setto) - 203. Juzo Honenuki il morbido (柔軟！骨抜柔造！?, Jūnan! Honenuki Jūzō!) - 204. Tuning (チューニング?, Chūningu) - 205. Deviazione (遠回り?, Tōmawari) - 206. La conclusione del terzo set (第３セット決着?, Daisan setto ketchaku) - 207. Vince chi fa la prima mossa! (先手必勝!?, Sente hisshō!) - 208. La conclusione del quarto set (第４セット決着?, Daiyon setto ketchaku) - 209. L'inizio del quinto set (第５セットスタート?, Daigo setto sutāto) - 210. Il sogno del One For All (ワン・フォー・オールの夢?, Wan fō ōru no yume) - 211. L'eredità (受け継ぐモノ?, Uketsugu mono) - 212. L'eredità - seconda parte (続・受け継ぐモノ?, Zoku uketsugu mono) |                                         |                                                                                              |
| 22 | Trama Yaoyorozu riesce a lanciare una borsa di oggetti di supporto alla sua squadra. Con l'aiuto di occhiali termici, Tokoyami lancia un attacco alla squadra nascosta della classe B, catturandola. Komori ingrandisce le spore inalate da Tokoyami, mettendolo in difficolta. Con un incosciente Yaoyorozu al seguito, Kendo cattura Hagakure, sancendo la vittoria della B. Il terzo vede protagonisti Iida e Todoroki. La strategia della classe A viene rapidamente smantellata da Honenuki della classe B, mentre Tetsuetsu si concentra su Todoroki. Iida cattura Kaibara, sconfigge Honenuki e salva il compagno, ma rimane bloccato da un ultimo attacco di Honenuki. Pony cattura Ojiro e impedisce a Shoji di catturare i suoi compagni, cosi il match termina in un pareggio. Il quarto vede protagonista Bakugo che, con grande sorpresa di tutti, agisce per la prima volta senza provare a fare le cose da solo, portando i suoi compagni alla vittoria. Durante il quinto e ultimo match, Izuku e Shinsho si confrontano nuovamente, ma improvvisamente Izuku perde il controllo dell'One For All, che manifesta un potere sconosciuto. Ochaco e Shinsho riescono a fermare Izuku, il quale in sogno ha una visione di un portatore passato dell'One For All. |                                         |                                                                                              |
| 23 | La grande mischia 「ぼくらの大乱戦」 - Bokura no dairansen | 2 maggio 2019 ISBN 978-4-08-881797-2    | 4 marzo 2020 ISBN 978-88-226-1682-1                                                          |
| 23 | Capitoli - 213. Il luogo dell'anima (魂の所在?, Tamashii no shozai) - 214. La grande mischia (ぼくらの大乱戦?, Bokura no dairansen) - 215. Confronto finale! Midoriya VS Shinso (最終局面！緑谷VSバーサス心操!!?, Saishū Kyokumen! Midoriya bāsasu Shinsō!!) - 216. Sezione A VS. sezione B: la conclusione (最終結果！クラスAとクラスB?, Saishū kekka! Kurasu A to kurasu B) - 217. Nuovi poteri e All For One (新しい力とオール・フォー・ワン?, Atarashī Chikara to Ōru Fō Wan) - 218. L'Armata di Liberazione dei Superpoteri (異能解放軍?, Inō Kaihō-gun) - 219. Go, Slidin' go! (ゴー！スライディン・ゴー！?, Gō! Suraidin Gō!) - 220. My Villain Academia (僕のヴィランアカデミア?, Boku no Viran Akademia) - 221. Un ricordino di All For One (オール・フォー・ワンの置き土産?, Ōru Fō Wan no Okimiyage) - 222. Tomura Shigaraki: distortion (死柄木弔：Distortion?, Shigaraki Tomura: Disutōshon) - 223. Scarafaggi (ゴキブリ?, Gokiburi) - 224. Il nuovo avvento (再臨祭?, Sairin-sai) |                                         |                                                                                              |
| 23 | Trama Il precedente possessore spiega ad Izuku di come l'One For All abbia iniziato a crescere al punto che ora è in grado di risvegliare i Quirk precedenti che sono stati trasmessi da ciascun portatore. Ci sono altri cinque quirk nell'One For All che Izuku dovrà imparare a controllare. Ribaltando la situazione, la squadra di Izuku riesce a vincere il match con una vittoria per 4 a 0. Nonostante la sconfitta, Shinsho ottiene di entrare a far parte del corso per Hero al secondo anno. Qualche tempo dopo, Bakugo e Todoroki ottengono le loro licenze da hero provvisorie e fanno il loro debutto in pubblico sconfiggendo un gruppo di ladri. Un mese prima della prova invernale, l'Unione dei Villain entra in contatto con Gigantomachia e uno scienziato al servizio All For One, Daruma Ujiko, che gli offre il suo aiuto a patto che riescano a sottomettere Gigantomachia. Dopo un mese di lotta, Shigaraki e i suoi compagni vengono contattati da Rikiya Yotsubashi, capo della compagnia Detnerat e leader dell'Armata di Liberazione dei Super-poteri, un gruppo di villain che predica l'utilizzo libero dei Quirk, il quale gli rivela di aver catturato il loro broker di fiducia Giran, e li sfida a recarsi nella città dove risiedono per recuperarlo. |                                         |                                                                                              |
| 24 | All it Takes Is One Bad Day 「All It Takes Is One Bad Day」 - Teikusu Izu Wan Baddo Dei | 2 agosto 2019 ISBN 978-4-08-881880-1    | 5 agosto 2020 ISBN 978-88-226-1930-3                                                         |
| 24 | Capitoli - 225. Interview with the vampire (インタビュー・ウィズ・ヴァンパイア?, Intabyū wizu vanpaia) - 226. Il sangue dell'amore (愛の血?, Koi no chi) - 227. Ho sonno (眠い?, Nemui) - 228. La ferita del cuore (心の外傷?, Kokoro no gaishō) - 229. All it Takes Is One Bad Day (All It Takes Is One Bad Day?, Ōru Itto Teikusu Izu Wan Baddo Dei) - 230. Sad man's parade (悲しい男のパレード?, Kanashī otoko no parēdo) - 231. La strada (道?, Michi) - 232. Superpoteri e quirk (異能と”個性?, Inō to ”Kosei) - 233. Un futuro luminoso (アカルイミライ?, Akarui Mirai) - 234. Senso della distruzione (壊覚?, Kaikaku) - 235. Tenko Shimura: origin (志し村むら転てん弧こ：オリジン?, Shimura Tenko: Orijin) |                                         |                                                                                              |
| 24 | Trama L'Armata di Liberazione dei Super-poteri, guidata da Ri-Destro, è determinata a schiacciare l'Unione dei Villain. Mentre il gruppo combatte gli oltre 100.000 membri dell'armata, Toga affronta una dei capi dell'esercito, Curious, e riesce a vincere grazie alla capacità di usare il Quirk delle persone di cui prende la forma. Twice affronta un altro dei capi, Skeptic, e dopo aver subito gravi lesioni, finalmente si rende conto di essere in realtà l'originale e di non avere più paura di usare il suo Quirk su sé stesso. Mentre Gigantomachia si dirige sul luogo dello scontro, Shigaraki rivela di poter usare il suo potere senza bisogno di toccare direttamente la vittima e distrugge la base di Ri-Destro, costringendolo ad uscire in campo. Durante il combattimento, Shigaraki inizia a ricordare il suo passato. |                                         |                                                                                              |
| 25 | Tomura Shigaraki: origin 「死柄木弔：オリジン」 - Shigaraki Tomura: orijin | 4 dicembre 2019 ISBN 978-4-08-882074-3  | 4 novembre 2020 ISBN 978-88-226-2030-9                                                       |
| 25 | Capitoli - 236. Tenko Shimura: origin 2 (志村転弧：オリジン2 ?, Shimura Tenko: Orijin 2) - 237. Tomura Shigaraki: origin (死柄木弔：オリジン?, Shigaraki Tomura: Orijin) - 238. Liberazione (解放?, Kaho) - 239. Successione (後継?, Kōkei) - 240. Potere (力?, Chikara) - 241. Fate le interviste! (受け応えろ！インタビュー?, Ukekotaero! Intabyū) - 242. Merry Christmas! (メリれ！クリスマス!?, Merire! Kurisumasu!) - 243. All'agenzia Endeavor (いざ！エンデヴァー事務所!?, za! Endevā Jimusho!) - 244. Il suggerimento (オススメ?, Osusume) - 245. Insurrezione (決起?, Kekki) - 246. Il messaggio (メッセージ?, Messēji) |                                         |                                                                                              |
| 25 | Trama Shigaraki ricorda di quando manifestò i suoi poteri per la prima volta, uccidendo la sua famiglia. Dopo aver recuperato i propri ricordi, Shigaraki usa i suoi poteri al massimo, costringendo Ri-Destro ad amputarsi le gambe per sopravvivere; questi riconosce la sua superiorità e gli concede il controllo dell'armata, e Gigantomachia riconosce Shigaraki come successore di All for One. I due gruppi uniscono cosi le forze e formano il Fronte di liberazione del sovrannaturale, una forza che Hawks ritiene in grado di spazzare via gli hero. Dopo le feste natalizie, i tirocini per gli studenti vengono ripristinati, e Todoroki invita Bakugo e Izuku a fare il tirocinio presso Endeavor, e i due accettano. Il primo giorno, i quattro incontrano Hawks, che consegna un messaggio a Endeavor. Decifrandolo, questi scopre che i villain entro quattro mesi metteranno in atto un piano che distruggerà la società, e decide di allenare personalmente i tre ragazzi. Nel frattempo, Shigaraki si fa sottoporre ad un intervento di Ujiko in modo da ottenere più potere e distruggere quanto lasciato da All Might. |                                         |                                                                                              |
| 26 | Il cielo è alto e blu 「空、高く群青」 - Sora, takaku gunjō | 4 marzo 2020 ISBN 978-4-08-882225-9     | 7 gennaio 2021 ISBN 978-88-226-2092-7                                                        |
| 26 | Capitoli - 247. Rapporto sulla situazione attuale! (語れ！現状?, Katare! Genjō!) - 248. Una a una (一つ一つ?, Hitotsu hitotsu) - 249. L'inferno di casa Todoroki (地獄の轟くん家?, Jigoku no Todoroki-kun-chi) - 250. Ending (エンディング?, Endingu) - 251. In una settimana (一週間?, Isshūkan) - 252. Imperdonabile (許されざる者?, Yurusarezarumono) - 253. Shirakumo (白雲?, Shirakumo) - 254. Più Hero di chiunque altro (誰よりもおまえはヒーローに?, Dare yori mo omae wa hīrō ni) - 255. Aspirazioni Hero (ヒーロー志望?, Hīrō Shibō) - 256. Il cielo è alto e blu (空、高く群青?, Sora, takaku gunjō) - 257. Il filo del futuro (紡げ、何者でも無く?, Tsumuge, nanimonode mo naku) - 258. Compagni (仲間?, Nakama) |                                         |                                                                                              |
| 26 | Trama Endeavor comunica a Izuku, Shoto e Katsuki che, durante la pausa invernale, il loro compito sarà quello di battere un villain più velocemente di lui, anche se solo una volta. Dopo una settimana, mentre i tre ragazzi sono a cena a casa Todoroki, un villain di nome Ending, che è stato catturato da Endeavor in passato, cattura Natsuo, il fratello maggiore di Shoto, e dà all'hero la possibilità di ucciderlo. Izuku e i suoi compagni riescono a sconfiggere il villain, completando così l'incarico di Endeavor. Dopo la pausa invernale, Aizawa e Present Mic si recano a Tartarus, dove apprendono da Gran Torino che Kurogiri è in realtà un Nomu creato usando come base il corpo di Oboro Shirakumo, un loro compagno deceduto. Interrogato da Aizawa, Kurogiri riesce a dire la parola "ospedale", prima di perdere i sensi. All Might nel frattempo conclude la sua ricerca sui Quirk dei precedenti possessori dell'One for All e lo consegna ad Izuku. Tre mesi dopo, in una giornata di fine marzo, gli hero lanciano un'invasione di massa sulla montagna in cui Tomura si nasconde, e gli studenti della maggior parte delle scuole di hero vengono incaricati di evacuare i cittadini in tutto il paese. |                                         |                                                                                              |
| 27 | One's Justice 「One's Justice」 - Wanzu Jasutisu | 3 luglio 2020 ISBN 978-4-08-882332-4    | 31 marzo 2021 ISBN 978-88-226-2206-8                                                         |
| 27 | Capitoli - 259. Un inizio tranquillo (静かな始まり?, Shizukana hajimari) - 260. Tutta una vita (人生の全?, Jinsei no Subet) - 261. High-End (ハイエンド?, Hai Endo) - 262. No.5 Mirko (No.5のミルコさん?, Nanba 5 no Miruko-san) - 263. Voglio stare con gli altri! (皆といたいよー!!!?, Mina To Itaiyō!!!) - 264. One's Justice (One's Justice?, Wanzu Jasutisu) - 265. Villain e Heroes (敵ヴィランとヒーロー?, Viran to Hīrō) - 266. Happy Life (ハッピーライフ?, Happīraifu) - 267. Fiamme (炎ほのお?, Honō) |                                         |                                                                                              |
| 27 | Trama Gli hero guidati da Endeavor fanno irruzione nell'ospedale alla scopo di catturare Shigaraki, e Mirko riesce a localizzare il laboratorio dove questi sta raggiungendo le fasi finali del suo potenziamento. Mentre i Pro Heroes sono occupati a combattere i Nomu rilasciati dal dottore e ad evacuare i pazienti, questi è costretto ad attivare i suoi Nomu di categoria High End per guadagnare tempo e completare gli aggiornamenti di Tomura. Intanto, gli altri hero e gli studenti lanciano il loro attacco alla base del Fronte, mentre Hawks affronta Twice e cerca di ucciderlo. Dabi interviene in aiuto del compagno, ma Hawks riesce comunque a sferrare un colpo fatale a Twice. Dabi sconfigge Hawks e gli dice il suo vero nome, ma Tokoyami arriva in suo soccorso, mentre Endeavor e gli altri hero arrivano in aiuto di Mirko contro gli High End. |                                         |                                                                                              |
| 28 | Destruction voltage 「破滅はめつのボルテージ」 - Hametsu no Borutēji | 4 settembre 2020 ISBN 978-4-08-882378-2 | 30 giugno 2021 ISBN 978-88-226-2389-8                                                        |
| 28 | Capitoli - 268. Scramble! (スクランブル!!?, Sukuranburu) - 269. Tutti e tre insieme (三さん人にんで?, San Ninde) - 270. Il successore (継けい承しょう?, Keisho ) - 271. Alla cieca (暗あん雲うん!!?, An'un!!) - 272. Buongiorno! (おはよう!?, Ohayō!) - 273. Destruction voltage (破滅はめつのボルテージ?, Hametsu no Borutēji) - 274. Search (サーチ?, Sachi) - 275. Encounter 2 (エンカウンター2?, Enkauntā 2) - 276. "Cheat!" (チートが…!?, Chīto ga…!) |                                         |                                                                                              |
| 28 | Trama Present Mic distrugge il serbatoio contenente Shigaraki, lasciandolo in uno stato di morte apparente a causa dell'interruzione del suo processo di stabilizzazione. Il dottore rivela che All For One ha passato il suo Quirk a Tomura, mentre questi si risveglia. Alla base del Fronte, Tokoyami riesce a fuggire con Hawks ormai incosciente, mentre Gigantomachia percepisce l'odore del suo padrone e inizia a muoversi. Dopo essersi svegliato, Shigaraki attiva il suo Quirk, che ha drasticamente aumentato la potenza e la velocità di disintegrazione, e distrugge l'ospedale e buona parte della città vicina, uccidendo molti hero. Endeavor affronta Tomura, ma durante la lotta questi percepisce la posizione di Izuku e si lancia verso di lui. Izuku e Katsuki si dirigono verso un'area deserta per allontanare Tomura dai civili. Gran Torino allontana i due da Tomura, mentre gli altri hero iniziano a combatterlo. Tomura riesce a prevalere su Endeavor e Ryukyu, e cerca di uccidere Aizawa, ma Izuku e Katsuki intervengono per salvare il loro insegnante. |                                         |                                                                                              |
| 29 | Katsuki Bakugo: rising 「爆豪勝己：ライジング」 - Katsuki Bakugō: Raijingu | 4 gennaio 2021 ISBN 978-4-08-882474-1   | 29 settembre 2021 ISBN 978-88-226-2594-6                                                     |
| 29 | Capitoli - 277. E chi sarebbe? (誰だよ?, Dareda yo) - 278. Disaster walker (災害歩行?, Dizasutāwōkā) - 279. Unione dei Villain VS. studenti dello Yuei (敵ヴィラン連れん合ごうVブイSエス雄ゆう英えい生?, Viran Rengō Bui Esu Yūei Sei) - 280. Red Riot (3ª parte) (烈怒頼雄斗?, Reddo Raiotto) - 281. Plus ultra (PLUS ULTRA?, Purusu Urutora) - 282. I passi della distruzione (破滅の足音?, Hametsu no Ashioto) - 283. 75 (七十五?, Nanajugo) - 284. Ultramarine battle (群ぐん青じょうバトル?, Gunjō Batoru) - 285. Katsuki Bakugo: rising (爆豪勝己：ライジング?, Katsuki Bakugō: Raijingu) |                                         |                                                                                              |
| 29 | Trama Izuku, Katsuki e gli altri hero ingaggiano uno scontro con Tomura. Gigantomachia porta con sé gli altri villain per raggiungere Tomura e travolge tutti gli hero che cercano di fermarlo, cosi nelle retrovie Yayorozu organizza un piano per fermare la sua avanzata. Gli studenti riescono a bloccare brevemente il mostro, mentre Kirishima gli lancia un sedativo in bocca. Gran Torino viene ferito brutalmente da Tomura, il quale lancia uno dei proiettili distruggi quirk contro Aizawa costringendolo cosi ad amputarsi una gamba prima che la droga possa diffondersi nel suo corpo. Shoto si unisce alla lotta, ma Aizawa perde i sensi, permettendo a Tomura di rigenerarsi, mentre Gigantomachia continua il suo cammino, distruggendo varie città. Il corpo di Tomura inizia a lacerarsi perché il suo potenziamento è incompleto al 75%, mentre Izuku sblocca il quirk di Nana Shimura che gli consente di fluttuare. Mentre Izuku continua a combattere contro Tomura non curandosi delle conseguenze sul suo fisico, Bakugo prepara un piano per aiutarlo. Endeavor usa la sua mossa più potente su Tomura, ma All For One prende possesso del suo corpo e, dopo aver ferito Endeavor, cerca di colpire pure Izuku, ma Bakugo salva il compagno venendo trafitto a suo posto. |                                         |                                                                                              |
| 30 | Dabi Dance 「ダビダンス」 - Dabi Dansu | 2 aprile 2021 ISBN 978-4-08-882590-8    | 1º dicembre 2021 ISBN 978-88-226-2808-4 (ed. regolare) ISBN 978-88-226-2873-2 (ed. limitata) |
| 30 | Capitoli - 286. La persona dentro di noi (僕ぼくらの中なかの人ひと?, Bokura no Naka no Hito) - 287. L'errore (間ま違ちがい?, Machigai) - 288. Salva Takeo! (助たすけ出だせ!!タケオさん?, Tasukedase!! Takeo-san) - 289. La schietta e la riservata (アケスケちゃんとしまっとくちゃん?, Akesuke-chan to shimattoku-chan) - 290. Dabi Dance (ダビダンス?, Dabi Dansu) - 291. Grazie per essere salito così in alto (元気でいてくれてありがとう?, Genki deite kurete arigatō) - 292. Fili di speranza (一縷の希望たち?, Ichiru no Kibō-tachi) - 293. Una società satura di Heroes (ヒーロー飽和社会?, Hīrō hōwa shakai) - 294. Last stage (ラストステジ?, Rasutosuteji) - 295. Ostinazione (しつこい?, Shitsukoi) |                                         |                                                                                              |
| 30 | Trama Tomura riesce a toccare il viso di Izuku e tenta di rubare One For All. Anche se All For One aiuta Tomura, i due vengono respinti dal fratello minore di All For One e Nana. I villain intanto arrivano nei pressi del luogo dello scontro e Toga si separa dagli altri. Trasformata in una civile, trascina Uraraka in una casa abbandonata dove l'affronta. Iida e Nejire raggiungono l'area in cui gli hero stanno combattendo Tomura, mentre Tsuyu arriva per aiutare Ochacko, ma Toga fugge. Gigantomachia raggiunge Tomura, e Dabi rivela di essere Toya Todoroki, il figlio maggiore di Enji e il fratello maggiore di Shoto, che fino ad ora si pensava fosse morto. Skeptic trasmette pubblicamente il messaggio di Dabi, in cui rivela il passato violento di Endeavor per rovinare la sua immagine. Dabi si prepara ad attaccare gli hero, ma sia lui che il resto dei villain vengono bloccati da Best Jeanist, giunto sul luogo. Gli High-End attaccano Best Jeanist, ma vengono fermati da Mirio con il suo Quirk di nuovo attivo. Izuku ferma Dabi, mentre quest'ultimo stava per uccidere Shoto, nel frattempo Gigantomachia si libera per poi essere respinto da un ultimo sforzo di Endeavor. L'anestetico che gli studenti dello Yuei hanno alimentato forzatamente al gigante inizia a funzionare, indebolendolo. Mr Compress mutila il proprio corpo usando il suo Quirk per sfuggire alle restrizioni di Best Jeanist e portare in salvo i suoi compagni. Izuku sblocca il Quirk del 4 ° portatore di One For All: Danger Sense, mentre All For One riprende il controllo del corpo di Shigaraki e chiama i restanti Nomu per consentire ai villain di scappare. |                                         |                                                                                              |

## Volumi 31-40
| Nº | Titolo italiano Giapponese 「Kanji」 - Rōmaji | Data di prima pubblicazione            | Data di prima pubblicazione                                                                 |
| Nº | Titolo italiano Giapponese 「Kanji」 - Rōmaji | Giapponese                             | Italiano                                                                                    |
| 31 | Izuku Midoriya e Toshinori Yagi 「緑谷出久と八木俊典」 - Midoriya Izuku to Yagi Toshinori | 4 agosto 2021 ISBN 978-4-08-882729-2   | 2 marzo 2022 ISBN 978-88-226-3027-8                                                         |
| 31 | Capitoli - 296. Un vero inferno (極々、地獄?, Gokugoku, jigoku) - 297. Tartaros (タルタロス?, Tarutarosu) - 298. Il suono del collasso (崩ゆく音?, Kuzure yuku oto) - 299. Come nei film tragici giapponesi (邦画の辛ヤツ?, Hōga no tsurai yatsu) - 300. L'inferno di casa Todoroki 2 (地獄の轟くん家 2?, Jigoku no Todoroki-kun-chi 2) - 301. Gestire male il fuoco (1º parte) (火の不始末 前編?, Hi no fushimatsu zenpen) - 302. Gestire male il fuoco (2º parte) (火の不始末 後編?, Hi no fushimatsu kōhen) - 303. Top three (トップ 3?, Toppu Surī) - 304. Izuku Midoriya e Toshinori Yagi (緑谷出久と八木俊典?, Midoriya Izuku to Yagi Toshinori) - 305. Izuku Midoriya e Tomura Shiragaki (緑谷出久と死柄木弔?, Midoriya Izuku to Shigaraki Tomura) - 306. Si apre il capitolo finale (最終法が始まる?, Saishū-hō ga hajimaru) |                                        |                                                                                             |
| 31 | Trama In seguito alla battaglia, Gigantomachia, Compress, Ri-Destro, Geten e Trumpet vengono arrestati, mentre diciannove Pro Heroes vengono dichiarati morti, tra cui Midnight. Quella stessa notte, gli High-End e Tomura (controllato da All For One) invadono il Tartarus, liberando il corpo originale di All For One e causando l'evasione di numerosi villain. Due giorni dopo la battaglia, i feriti si riprendono, ma Izuku è l'unico a non mostrare segni di coscienza. A causa delle pesanti critiche pubbliche, molte agenzie di Pro Hero vengono chiuse e molti civili iniziano a difendersi dai villain, provocando danni peggiori. Endeavor viene visitato dalla famiglia, compresa la moglie Rei, e Shoto chiede al padre aiuto per fermare Toya. Dopo aver ascoltato la loro discussione, Hawks e Best Jeanist si offrono di aiutarli a rintracciare Dabi e recuperare l'ordine nella società. Izuku, ancora in coma, si ritrova nel mondo delle vestigia di One For All per parlare con i predecessori. Questi gli rivelano che il One For All è troppo potente per qualcuno che possiede già un Quirk da gestire, e che Izuku potrebbe esserne l'ultimo utilizzatore. Nana chiede a Izuku se può uccidere Shigaraki, e questi afferma che vuole provare a salvarlo, cosi il primo chiede al secondo e al terzo di iniziare a collaborare con Izuku per aiutarlo a liberare tutto il suo potenziale. Hawks e Best Jeanist si recano da All Might per chiedere informazioni su One For All, dopo aver notato come Tomura abbia preso di mira Izuku durante la battaglia. All Might decide di divulgare loro le informazioni. In seguito Endeavor, Hawks e Best Jeanist tengono una conferenza stampa, in cui i primi due confermano i sospetti sul loro passato. Ripresosi, Izuku decide di abbandonare la Yuei e lascia delle lettere ai suoi compagni di classe, rivelando il segreto di One For All, così come il suo legame con All Might, All For One e Tomura. |                                        |                                                                                             |
| 32 | The next 「THE NEXT」 - Za Nekusuto | 4 ottobre 2021 ISBN 978-4-08-882225-9  | 1º giugno 2022 ISBN 978-88-226-3230-2                                                       |
| 32 | Capitoli - 307. Quanto tempo! (おひさ！?, O hisa!) - 308. Con tutta la forza che hai! (全力!!?, Zenryoku!!) - 309. Non posso restare ancora un bambino (子じゃいられない?, Kodomo ja irarenai) - 310. Maestro e allievo (師と弟子?, Shi to deshi) - 311. È arrivato! (来!!?, Kita!!) - 312. Il sicario (刺客?, Shikaku) - 313. Artiglieria mobile ad alta velocità e lunga gittata (高速移動長距離砲台?, Kōsoku idō chōkyori hōdai) - 314. La bellissima Lady Nagant (麗しきレディ・ナガン?, Uruwashiki Redi Nagan) - 315. Belle parole (綺麗事?, Kirei goto) - 316. The next (THE NEXT?, Za Nekusuto) - 317. Ferite, sangue e fango (傷、血、泥?, Kizu, chi, doro) - 318. Alla cieca (ヤミクモ?, Yamikumo) |                                        |                                                                                             |
| 32 | Trama In aprile, in una città abbandonata, Shindo e Tatami della Ketsubutsu stanno cercando un gruppo di civili da inviare verso le zone di evacuazione. Muscular attacca e Shindo lo affronta in battaglia. Izuku salva Shindo e affronta Muscular, sconfiggendolo sfruttando l'apertura creata da Shindo. Izuku e All Might collaborano con Endeavor, Hawks e Best Jeanist, usando Izuku per attirare e rintracciare i nemici. Una sera, Izuku viene preso di mira da Lady Nagant, una villain evasa dal Tartarus che è stata assoldata da All For One per catturarlo, accompagnata da Chisaki. Dopo una lotta intensa, Izuku riesce a catturare Nagant. Quando questa riconosce in lui l'animo di un hero, All For One attiva un dispositivo di sicurezza nel suo "contratto", facendola esplodere dall'interno. Nagant sopravvive, e rivela la posizione di All For One. Deku e diversi hero assaltano il nascondiglio, che si rivela essere vuoto. Un messaggio olografico di All For One rivela che non gli importa più di All Might e che Izuku è il suo unico obiettivo ora. Nei giorni successivi, Izuku continua imperterrito la sua lotta contro i sicari di All For One, ignorando gli avvertimenti di All Might e le sue condizioni fisiche. Durante una lotta con un villain, Bakugo arriva in suo aiuto. |                                        |                                                                                             |
| 33 | Sezione A chiama One for All 「A組からOFAへ」 - Ē-Gumi kara Wan Fō Ōru e | 4 febbraio 2022 ISBN 978-4-08-882846-6 | 31 agosto 2022 ISBN 978-88-226-3413-9                                                       |
| 33 | Capitoli - 319. Amici (友だち?, Tomodachi) - 320. Deku VS. sezione A (デク VS A組?, Deku Bāsasu Ē-gumi) - 321. Sezione A chiama One for All (A組からOFAへ?, Ē-Gumi kara Wan Fō Ōru e) - 322. Grande Dio dell'Uccisione Esplosiva Dynamight (大•爆•殺•神ダイナマイト?, Daibakusatsu-shin Dainamaito) - 323. Un passo (一歩?, Ippo) - 324. La supplica di una ragazza (未成年の主張?, Miseinen no shuchō) - 325. I legami del One for All (つながるOFA?, Tsunagaru Wan Fō Ōru) - 326. Tu chi sei? (お前は誰だ?, Omae wa dareda) - 327. Rest! (REST!!!?, Resuto!!!) - 328. Legami (つながるつながる?, Tsunagaru tsunagaru) |                                        |                                                                                             |
| 33 | Trama Bakugo e il resto della classe cercano di convincere Izuku a tornare a scuola con loro, e quando questi si rifiuta di ascoltarli, si preparano ad affrontarlo. I ragazzi cercano di trattenere Izuku, e gli ricordano tutte le volte in cui in passato li ha aiutati o ispirati. La classe unisce i loro poteri per consentire ad Iida di raggiungere Izuku. Bakugo si scusa per tutto quello che è successo tra loro, ammettendo il suo complesso di inferiorità e dicendogli di fare affidamento sui suoi amici, mentre Izuku sviene. Izuku viene ricondotto alla Yuei, ma i civili all'interno della scuola protestano, essendo consapevoli che Tomura lo stia cercando. Ochaco prende iniziativa, supplicando le persone di vedere lo stato attuale di Izuku e tutto ciò che ha fatto per cercare di aiutarli e permettergli di riposare. I civili accettano che Izuku rimanga alla Yuei. All Might e Stain si incontrano per la prima volta e Stain gli ricorda l'ispirazione che ha infuso nelle persone come hero, quindi gli consegna una lista di informazioni dal Tartarus. Le onde radio rivelano una conversazione tra Tomura e All For One, che rivelano che Tomura sarà completo in soli tre giorni. All Might richiede assistenza immediata agli hero stranieri, e la hero numero uno degli Stati Uniti, Star and Stripe, si fa strada per aiutarlo. |                                        |                                                                                             |
| 34 | America 「アメリカ」 - Amerika | 2 maggio 2022 ISBN 978-4-08-883066-7   | 28 ottobre 2022 ISBN 978-88-226-3620-1                                                      |
| 34 | Capitoli - 329. L'Occidente all'improvviso! Arriva un pezzo grosso! (欧米ギリギリ!! ぶっちぎりの凄い奴?, Ōbei girigiri!! Butchigiri no sugoi yatsu) - 330. Io e io (俺と僕?, Ore to boku) - 331. America (アメリカ?, Amerika) - 332. New Hypersonic Intercontinental Cruise (新型極超音速大陸間巡航?, Shingata gokuchōonsoku tairiku-kan junkō) - 333. Fantasma (亡霊?, Bōrei) - 334. Regalo d'addio (置き土産?, Oki miyage) - 335. Pulcini (有精卵?, Yūseiran) - 336. Villain (敵?, Viran) - 337. Vite usa e getta (使い捨ての人生を?, Tsukaisute no jinsei o) - 338. La storia di come tutti siamo diventati Heroes ① (皆がヒーローになるまでの物語①?, Min'na ga Hīrō ni naru made no monogatari ①) - 339. La storia di come tutti siamo diventati Heroes ② (皆がヒーローになるまでの物語②?, Min'na ga Hīrō ni naru made no monogatari ②) |                                        |                                                                                             |
| 34 | Trama All For One ha intenzione di rubare il quirk di Star e Stripes, cosi Tomura la intercetta sopra l'oceano, e lei si prepara alla battaglia. Il quirk di Star and Stripe si rivela essere "Nuovo Ordine", che le consente di imporre una regola ad un massimo di due cose che tocca e di cui pronuncia il nome. Tomura e All For One iniziano a fondersi in un nuovo essere, quasi completo a causa dell'estremo odio di Tomura che accelera il processo. Star e i suoi compagni convocano una flotta di missili dall'America per abbatterlo per sempre. Rendendosi conto del pericolo, "Tomura" usa un Nomu come distrazione mentre evita che la maggior parte dell'esplosione lo colpisca. "Tomura" riesce infine a rubare il quirk e ad uccidere Star, ma prima che possa usarlo, inizia improvvisamente ad esplodere dall'interno. Prima che il quirk le fosse rubato, la hero ha imposto una regola secondo cui questi attaccherà gli altri quirk situati nel corpo del nemico. "Tomura" fugge dal campo di battaglia e tenta di trasferire il quirk nel corpo di un evaso, ma questi si distrugge dopo aver distrutto molti dei suoi quirk. All Might rivela alla classe che, grazie al sacrificio di Star, hanno una settimana prima che Tomura sia completato. Toru e Izuku scoprono che Aoyama è il traditore che passa le informazioni ad All For One e lo affrontano. Izuku cattura Yuga e i suoi genitori prima che possano fuggire e la classe, il personale della scuola e le forze di polizia scoprono la verità sugli Aoyama. La classe vuole perdonare Yuga in modo che possa aiutarli a sconfiggere All For One. Izuku e Tenya si dirigono allo studio di sviluppo per sistemare i loro costumi, mentre All Might e Hawks comunicano alla classe il loro "Piano B". |                                        |                                                                                             |
| 35 | Battle flame 「BATTLE FLAME」 - Batoru Furēmu | 4 luglio 2022 ISBN 978-4-08-883161-9   | 1º febbraio 2023 ISBN 978-88-226-3775-8                                                     |
| 35 | Capitoli - 340. La storia di come tutti siamo diventati Heroes ③ (皆がヒーローになるまでの物語③?, Min'na ga Hīrō ni naru made no monogatari ③) - 341. La storia di come tutti siamo diventati Heroes −① (皆がヒーローになるまでの物語−①?, Min'na ga Hīrō ni naru made no monogatari mainasu ①) - 342. La grande quiete prima della tempesta (嵐の前の超静けさ?, Arashi no mae no chō shizukesa) - 343. Let you down (Let you down?, Retto Yū Daun) - 344. Il protagonista (主役?, Shuyaku) - 345. Division (DIVISION?, Divijon) - 346. Super hyper stage di merda (スーパーハイパークソハメステージ?, Sūpā Haipā kuso hame Sutēji) - 347. Inflation (INFLATION?, Infurēshon) - 348. Un cuore infranto (失恋?, Shitsuren) - 349. Battle flame (BATTLE FLAME?, Batoru Furēmu) - 350. Destino, fiamme, risentimento (エン?, En) |                                        |                                                                                             |
| 35 | Trama Gli hero pianificano di separare Tomura e All For One per impedirgli di unire il loro potere. Ciò comporta anche isolare gli altri villain per eliminarli uno per uno. Shota riesce a convincere Yuga ad aiutarli a contrattaccare, dicendogli di non lasciare che il senso di colpa rovini la sua vita. Dabi dà a Toga un campione del sangue di Twice, permettendole di trasformarsi in lui e utilizzare il suo Quirk. Mentre "Tomura" continua il suo processo di guarigione, Spinner accetta con riluttanza di diventare il simbolo del Fronte, per guidare i villain mutanti verso la loro causa. Il giorno dell'operazione, la classe si trasferisce nella fortezza improvvisata "Troy" per prepararsi. All For One ordina agli Aoyama di consegnargli Izuku, usando un Quirk per determinare che non stiano mentendo. Yuga apparentemente tradisce Izuku, solo per rivelare che è stata tutta una finzione. All For One trasporta tutti i villain per combattere, mentre gli hero utilizzano il Quirk di Kurogiri per spostarsi sul campo di battaglia. All Might attiva il sistema "Troy", che imprigiona i villain in gabbie separate che vengono lanciate in portali diversi, allo scopo di dividerli. Toga viene portata in un acquario per affrontare Uraraka, Tsuyu e Izuku, che costringe a unirsi a loro. Nonostante la mancanza di Izuku, Bakugo e gli altri decidono lo stesso di affrontare Tomura, il quale è stato trasportato alla Yuei, resa un edificio fluttuante progettata combattere il suo quirk. Nonostante i suoi Quirk siano annullati da Monoma che copia il quirk di Aizawa, il corpo di Shigaraki muta improvvisamente e il suo braccio si trasforma in uno sciame infinito di dita, che mette immediatamente gli hero sulla difensiva. All'acquario intanto, Toga confessa ad Izuku i suoi sentimenti e gli fa la stessa domanda che aveva posto a Uraraka. Himiko si sente rifiutata dalla risposta e attacca lui e Uraraka. Uraraka e Tsuyu dicono a Izuku che si occuperanno di lei, mentre lui cerca di tornare alla Yuei. A Kamino, Dabi si confronta con Shoto, e gli racconta di come sia sopravvissuto fino a quel momento, mentre il suo corpo continua a consumarsi per le fiamme.     |                                        |                                                                                             |
| 36 | Due incandescenze 「二つの赫灼」 - Futatsu no kakushaku | 4 ottobre 2022 ISBN 978-4-08-883261-6  | 26 aprile 2023 ISBN 978-88-226-4042-0                                                       |
| 36 | Capitoli - 351. Due incandescenze (二つの赫灼?, Futatsu no kakushaku) - 352. Mossa speciale (必殺技?, Hissatsu-waza) - 353. Endeavor (ENDEAVOR?, Endevā) - 354. Eccomi! (ここだ!!?, Kokoda!!) - 355. Extras (EXTRAS?, Ekusutorazu) - 356. A proposito del nemico (敵について?, Teki ni tsuite) - 357. Lo Hero ferito che arde schietto e luminoso! (焼身照命!! 手負いのヒーロー?, Shōshin shōmei!! Teoi no Hīrō) - 358. Un passo avanti (ちょっと進んだ男?, Chotto susunda otoko) - 359. Spazio d'apprendimento (学び舎?, Manabiya) - 360. Nonostante tutto (それでも?, Soredemo) - 361. Anomalia (異変?, Ihen) - 362. Light fades to rain (Light Fades To Rain?, Raito Feizu Tu Rein) |                                        |                                                                                             |
| 36 | Trama Resosi conto che Shoto può neutralizzare il suo fuoco, Dabi scatena tutta la sua potenza. Pensando a come i suoi compagni di classe siano sempre stati lì per lui, Shoto scatena la sua mossa speciale, apparentemente neutralizzando Dabi. All Might annuncia a tutti i campi di battaglia il successo di Shoto, mentre Hawks ed Endeavor combattono All For One, tentando di rimuovere il suo casco di supporto vitale. All For One schernisce Endeavor, rivelandogli di essere stato lui a salvare Toya, permettendogli di coglierlo alla sprovvista e ferirlo. Jiro e Tokoyami salvano Hawks dall'attacco di All For One, e i tre, combinando insieme i loro quirk, riescono a danneggiare la maschera del nemico. Endeavor torna a combattere per proteggere i tre hero e, perdendo un braccio nel processo, sembra uccidere All For One con il suo attacco più potente. Tuttavia, questi inizia a rigenerarsi. Intanto la lotta contro Tomura controllato da All For One alla fortezza volante continua. Bakugo scatena tutta la sua potenza solo per essere fermato dal nemico, che gli schiaccia il braccio destro e decima gli altri hero. Mirio si unisce alla battaglia e un suo commento risveglia lo spirito di Tenko Shimura, facendogli capire che la sua mente e quella di All For One non sono completamente fuse come credono. Bakugo fa un ultimo tentativo di contrastarlo usando il suo Quirk "Esplosione" al suo limite assoluto, ma Shigaraki lo ferisce mortalmente facendogli un buco nel petto, mentre gli altri eroi non possono fare altro che guardare con orrore. |                                        |                                                                                             |
| 37 | Chi attacca e chi difende 「禦ぐ者と侵す者」 - Fusegu mono to okasu mono | 3 febbraio 2023 ISBN 978-4-08-883428-3 | 6 settembre 2023 ISBN 978-88-226-4191-5                                                     |
| 37 | Capitoli - 363. Chi attacca e chi difende (禦ぐ者と侵す者?, Fusegu mono to okasu mono) - 364. A che scopo usare la propria forza? (何の為に力を使う?, Nan no tame ni chikara o tsukau) - 365. Number Four e Number Five (No.4とNo.5?, Nanbā 4 to Nanbā 5) - 366. Una pesca (桃?, Momo) - 367. Deku vs. All for One (デク VS AFO?, Deku Bāsasu Ōru Fō Wan) - 368. Ruggisci, One for All! (唸れOFA?, Unare Wan Fō Ōru) - 369. Connessione attraverso le epoche (連なる星霜?, Tsuranaru seisō) - 370. HIStory (HIStory?, Hisutorī) - 371. Insieme a Shoji (しょーじくんといっしょ。?, Shōji-kun to issho.) - 372. Naked (NAKED?, Neikiddo) - 373. Friends (FRIENDS?, Furenzu) - 374. Butterfly effect (Butterfly Effect?, Batafurai Efekuto) |                                        |                                                                                             |
| 37 | Trama A Kamino, Dabi riprende conoscenza, usando il suo Quirk per liberarsi dal ghiaccio di Shoto, mentre Endeavor e Hawks si ritrovano a fronteggiare All For One completamente rigenerato. Viene rivelato che il dottor Garaki ha decodificato il farmaco rubato allo Shie Hassaikai e ha creato un farmaco che riavvolge l'intero corpo. Edgeshot intanto, usa il suo Quirk per entrare nel corpo di Bakugo e riparare il suo cuore, a costo della propria vita, mentre Mirko e gli altri hero trattengono Tomura, il quale decima gli avversari, lasciando solo Mirio, ma Izuku arriva sul campo di battaglia. Izuku entra in uno stato di shock vedendo le condizioni degli altri hero, facendo esplodere i suoi Quirk fuori controllo, ma Lemillion riesce a calmarlo. "Tomura" cerca di attaccare, ma Izuku usa il Quirk del secondo possessore per aumentare la sua velocità e la sua potenza, travolgendolo. Tomura dichiara che non ha ancora finito, mentre il suo corpo inizia a subire un'altra trasformazione. All'ospedale centrale intanto, Spinner, che è stato potenziato da All For One, guida un esercito di mutanti nel tentativo di liberare Kurogiri, ma viene ostacolato dalla polizia e dagli hero, tra cui Present Mic, Shoji e Koda. Spinner riesce ad entrare nell'ospedale, ma una volta entrato, scopre che nessuno dell'esercito lo ha seguito, avendo vacillato a causa delle parole di Shoji e avendo visto gli innocenti difendere l'ospedale. Present Mic sconfigge Spinner, ma questi usa le sue ultime forze per risvegliare Kurogiri. Dopo essersi risvegliato, Kurogiri trasporta se stesso e Mic alla posizione di Aizawa sulla fortezza volante. Anche Dabi viene trasportato a Gunga, insieme a Toga trasformata in Twice. |                                        |                                                                                             |
| 38 | hopes 「hopes」 - Hōpusu | 2 giugno 2023 ISBN 978-4-08-883553-2   | 29 novembre 2023 ISBN 978-88-226-4392-6                                                     |
| 38 | Capitoli - 375. Confusione (滅茶苦茶?, Mechakucha) - 376. Un sentiero irto di spine (花に嵐?, Hana ni arashi) - 377. La serie di eventi che ti ha portato fin qui (ここに至るまでの連なり?, Koko ni itaru made no tsuranari) - 378. La storia di come tutti siamo diventati Heroes ④ (皆がヒーローになるまでの物語④?, Min'na ga Hīrō ni naru made no monogatari ④) - 379. hopes (hopes?, Hōpusu) - 380. P.u.p. (ガンイチ?, Gan'ichi) - 381. Oscurità (闇?, Yami) - 382. Non lo lasceremo andare! (行かせない!!?, Ika senai!!) - 383. Un piccolo cuore (小さな心?, Chīsana kokoro) - 384. It's a small world (It's A Small World?, Ittsu A Sumōru Wārudo) - 385. Pulsioni giovanili (若き衝動?, Wakaki shōdō) - 386. I am here (I AM HERE?, Ai Amu Hia) |                                        |                                                                                             |
| 38 | Trama Toga usa il quirk di Twice per creare un esercito di copie, ma Uraraka e Tsuyu sfruttano il portale per raggiungerla. All For One cerca di raggiungere Tomura, ma viene fermato da Hawks, mentre Endeavor affronta Dabi. Alla base volante, il gruppo di Aizawa viene attaccato dalle copie trasportate li da Kurogiri. Tomura inizia cosi a recuperare la sua personalità e danneggia la fortezza, mentre Skeptic entra nel sistema di sicurezza della Yuei, preparandosi a farla precipitare. Il sistema di Skeptic viene però violato da La Brava, che lavora a fianco della polizia. Mentre Skeptic viene arrestato dagli hero, Gentle usa il suo Quirk per fermare la caduta della fortezza, e Lady Nagant spara a Tomura da lontano, per ripagare Izuku. Tomura riprende il controllo del suo corpo e Izuku lo trascina a terra per combattere. Mentre Gentle e La Brava riescono a fermare la caduta, Kurogiri porta via Aizawa e Mic dal campo di battaglia, e gli studenti della Shiketsu si uniscono alla battaglia contro All For One. Gli hero scatenano tutti i loro attacchi contro il nemico, mentre Uraraka riesce a individuare Toga. Gigantomachia raggiunge il campo di battaglia, ma inaspettatamente attacca il suo padrone. Shinso infatti è riuscito a fare il lavaggio del cervello al mostro per fargli attaccare il resto dei villain. All For One interrompe il lavaggio del cervello, tuttavia Gigantomachia continua ad attaccarlo, sentendosi tradito per essere stato abbandonato da lui durante la precedente guerra. Diversi giornalisti volano sopra i cieli per filmare le battaglie, informando il mondo che gli hero del Giappone stanno ancora combattendo. All For One riesce a trionfare contro gli hero e Gigantomachia, e ruba il Quirk di Hawks, prima di andarsene. Viene rivelato che Dabi ha interiorizzato la maggior parte del suo calore e, di conseguenza, entro dieci minuti esploderà, distruggendo tutto ciò che lo circonda entro 5 chilometri. All Might chiede a Shoto e Iida di dirigersi verso Gunga per fermarlo, poi, aiutato da un'armatura di supporto, affronta All For One, approfittando della sua crescente instabilità dovuta alla fusione con l'odio di Tomura. |                                        |                                                                                             |
| 39 | Battaglia senza Quirk 「"個性"無き戦い」 - "Kosei" naki tatakai | 2 novembre 2023 ISBN 978-4-08-883662-1 | 23 aprile 2024 ISBN 978-88-226-4635-4 (ed. regolare) ISBN 978-88-226-5048-1 (ed. limitata)  |
| 39 | Capitoli - 387. Cuocere e congelare (煮凝り?, Nikogori) - 388. Toya (燈矢?, Tōya) - 389. Il sollievo e la preghiera (安心と祈り?, Anshin to inori) - 390. Shoto Todoroki: rising (轟焦凍：ライジング?, Todoroki Shōto: Raijingu) - 391. Il mondo rifiutato (拒んだ世界?, Kobanda sekai) - 392. Nome Villain (ヴィラン名?, Viran mei) - 393. L'ego di una ragazza (少女のエゴ?, Shōjo no ego) - 394. Ochaco Uraraka VS. Himiko Toga (麗日お茶子ＶＳ渡我被身子?, Uraraka Ochako VS Toga Himiko) - 395. Sulla felicità (幸せの上に?, Shiawase no ue ni) - 396. Battaglia senza Quirk ("個性"無き戦い?, "Kosei" naki tatakai) - 397. Raccogliere i rifiuti (ゴミ拾い?, Gomi hiroi) - 398. Toshinori Yagi: rising origin (八木俊典：ライジングオリジン?, Yagi Toshinori: Raijingu Orijin) |                                        |                                                                                             |
| 39 | Trama Endeavor viene a sapere dell'imminente esplosione di Dabi e si prepara a sacrificarsi per fermarlo, ma si ferma quando Rei, Fuyumi e Natsuo arrivano sul campo di battaglia e usano i loro Quirk per cercare di raffreddare Dabi, in modo da rallentare l'esplosione. Shoto e Iida arrivano nei pressi del campo di battaglia, e Shoto usa nuovamente la sua tecnica finale per fermare il fratello. Dabi, sopravvissuto a malapena e ridotto ad uno stato scheletrico, ribadisce l'odio che nutre per la sua famiglia, mentre Endeavor crolla e si scusa con lui e la sua famiglia per tutto ciò che ha causato. Nel frattempo, gli Hero vengono travolti dalle copie create da Toga, le quali si espandono oltre il campo di battaglia e iniziano a ingoiare il sangue dei presenti, trasformandosi negli hero, mentre Toga pugnala Uraraka al ventre. Nonostante questo, Ochaco ammette il suo amore per Izuku e la sua gelosia verso il sorriso di Toga, risvegliando nel processo il suo Quirk, facendo perdere improvvisamente la gravità a tutti e fluttuando in aria. Rendendosi conto che non può vincere, Toga finalmente confessa tutti i suoi sentimenti e rimpianti più profondi a Ochaco, proprio mentre il sangue di Twice finisce e tutte le copie si disintegrano. Ochaco tuttavia è sull'orlo della morte a causa della ferita inflitta, cosi, per salvarle la vita, Himiko si trasforma in lei e le fa una trasfusione di sangue, a costo della sua stessa vita. Nel frattempo All Might utilizza la tuta alimentata dalla sua macchina Hercules e vari gadget e tecniche ispirate dai suoi studenti con l'intenzione di fermare All For One. All For One inizia ad attaccare e All Might riceve numerose ferite nonostante i tentativi della tuta di proteggerlo. |                                        |                                                                                             |
| 40 | The end of an era, and... 「The End of An Era, And—」 - Za Endo Obu An Iara, Ando— | 4 aprile 2024 ISBN 978-4-08-884007-9   | 19 novembre 2024 ISBN 978-88-226-5133-4 (ed. regolare) ISBN 978-88-226-5484-7 (ed. Variant) |
| 40 | Capitoli - 399. Lampada organica a corrente alternata (有機交流電燈?, Yūki kōryū dentō) - 400. Limiti (限界を?, Genkai o) - 401. The lunatic (THE LUNATIC?, Za Runatikku) - 402. The tearful days (THE・TEARFUL DAYS?, Za Tiafuru Daizu) - 403. The end of an era, and... (The End of An Era, And—?, Za Endo Obu An Iara, Ando—) - 404. Sei grande, Allmight! (大好き！！ オールマイト！！?, Daisuki!! Ōru Maito!!) - 405. Boss finale (ラスボス!!?, Rasubosu!!) - 406. Afferra il tuo quirk! (摑め！！おまえの"個性"?, Tsukame!! Omae no "Kosei") - 407. Un orfano paranormale (超常遺児?, Chōjō iji) - 408. Questione di sguardi (努努!! GANRIKI?, Yumeyume!! GANRIKI) - 409. Quirk: "Distruzione Esplosiva!" ("個性"!!爆破!!?, "Kosei"!! Bakuha!!) - 410. Addio, All For One (さらば! オール・フォー・ワン?, Saraba! Ōru Fō Wan) |                                        |                                                                                             |
| 40 | Trama La squadra di Troy viene sconfitta da Kunieda, che viene battuto da Aoyama e Hagakure. All Might usa la sua tuta per tenere occupato All For One, e Stain lo assiste. All For One ferisce mortalmente Stain e ruba il suo Quirk, e trascina All Might, ormai in fin di vita, presso il luogo con cui Tomura e Izuku stanno combattendo, ma questi si prepara a farsi esplodere per finirlo una volta per tutte. All For One ferma All Might prima che possa sacrificarsi, poi si prepara ad ucciderlo davanti ad Izuku e alle telecamere. Bakugo emerge da sopra la fortezza, rivelando di essere sopravvissuto, e Izuku usa Gearshift insieme al suo Quirk per lanciarlo in aria e salvare All Might. Infuriato, All For One rivolge la sua attenzione verso Bakugo, intenzionato ad ucciderlo per avergli negato la sua vendetta contro All Might. Attraverso una serie di flashback, viene rivelato che All For One ha ucciso sua madre durante il parto con il suo Quirk e ha regolarmente abusato del suo malaticcio gemello Yoichi mentre crescevano durante l'avvento dei Quirk. Dopo aver ucciso Yoichi in un impeto di rabbia per averlo sfidato, All For One scoprì che il quirk di suo fratello era stato trasmesso al secondo possessore, Kudo, creando One For All. Rendendosi conto che Bakugo ha ereditato la volontà di Kudo, All For One impazzisce e fa un ultimo disperato tentativo di raggiungere Shigaraki attivando tutti i suoi Quirk contemporaneamente, ma Bakugo è in grado di usare la sua velocità e la sua esperienza con il suo Quirk per sferrare il colpo finale. All For One infine cede agli effetti collaterali del farmaco, e viene riavvolto fino a sparire dall'esistenza mentre piange e implora qualcuno di salvarlo. Tomura dichiara la sua intenzione di distruggere tutto e riesce a rubare il Danger Sense a Izuku. |                                        |                                                                                             |

## Volumi 41-42
| Nº | Titolo italiano Giapponese 「Kanji」 - Rōmaji | Data di prima pubblicazione            | Data di prima pubblicazione |
| Nº | Titolo italiano Giapponese 「Kanji」 - Rōmaji | Giapponese                             | Italiano |
| 41 | Overlay 「オーバーレイ」 - Ōbārei | 2 agosto 2024 ISBN 978-4-08-884169-4   | 6 maggio 2025 ISBN 978-88-226-5435-9 (ed. regolare) ISBN 978-88-226-5805-0 (ed. Variant)                                           |
| 41 | Capitoli - 411. Il Villain più terrificante della storia (史上最悪の敵?, Shijō saiaku no Viran) - 412. Lo Hero più forte e più folle della storia (史上最狂のヒーロー?, Shijō saikyō no Hīrō) - 413. Un ammasso di piombo (鉛の塊?, Namari no katamari) - 414. Overlay (オーバーレイ?, Ōbārei) - 415. Rigetto (拒絶?, Kyozetsu) - 416. Aprilo a forza, Izuku Midoriya! (こじ開ける! 緑谷出久!!?, Kojiakeru! Midoriya Izuku!!) - 417. Shimura (志村?, Shimura) - 418. Da Midoriya a Shimura (緑谷から志村へ?, Midoriya kara Shimura e) - 419. Design (DESIGN?, Dezain) - 420. Da Aizawa (相澤くんから?, Aizawa-kun kara) - 421. We are here (We Are Here?, Wī Ā Hia) - 422. Izuku Midoriya: rising (緑谷出久：ライジング?, Midoriya Izuku: Raijingu) |                                        | |
| 41 | Trama La battaglia fra Izuku e Tomura arriva fino al Monte Fuji, dove Tomura dichiara la sua intenzione di distruggere la montagna e con essa il paese. Nana cerca di convincere Izuku che Tomura non può essere salvato, ma Izuku mantiene la sua posizione. Kudo suggerisce quindi ad Izuku di trasferire forzatamente i loro Quirk in Shigaraki in modo che possano distruggere il nucleo dei suoi poteri, grazie a una crepa lasciata dalla sua battaglia contro Star and Stripe. Il processo si rivela un successo poiché ogni vestigia viene trasferita e provoca danni, con i ricordi dei due che iniziano a sovrapporsi, mentre il mondo guarda la battaglia attraverso la trasmissione in diretta. Izuku alla fine riesce ad entrare nel subconscio di Shigaraki, ma questi lo respinge, dichiarandosi un eroe per gli altri villain. Improvvisamente, le vestigia di All For One riemergono e consumano Shigaraki, rivelando che ha orchestrato la sua intera vita, incluso il risveglio del suo Quirk. La mente di Tomura va in pezzi a causa della rivelazione e "All For One" riprende il controllo del suo corpo, mentre Izuku scopre che le sue braccia sono scomparse. Prima che "All For One" possa attaccare, Sero, Sato, Ojiro e Aizawa arrivano in aiuto di Izuku attraverso i portali di Kurogiri. Un flashback rivela che Aizawa e Present Mic sono stati in grado di ottenere il controllo di "Kurogiri", e successivamente Aizawa si è recato al centro di evacuazione per reclutare i rinforzi. Eri si è strappata il corno e l'ha dato ad Aizawa in modo che possa usare il suo Quirk per rigenerare le braccia di Izuku. Gli hero danno inizio all'assalto mentre Izuku si unisce ai suoi compagni di classe e, usando le braci di One For All rimaste dentro di lui, scatena un potente attacco che infligge un colpo fatale al nemico. |                                        | |
| 42 | Sono arrivato io! 「私が来た!」 - Watashi ga kita! | 4 dicembre 2024 ISBN 978-4-08-884349-0 | 24 giugno 2025 ISBN 978-88-226-5882-1 (ed. regolare) ISBN 978-88-226-5806-7 (ed. Variant) ISBN 978-88-226-5807-4 (ed. Celebration) |
| 42 | Capitoli - 423. One for All vs. All for One (OFAvsAFO?, Wan Fō Ōru Bāsasu Ōru Fō Wan) - 424. Epilogue (エピローグ?, Epirōgu) - 425. Fuori stagione (季節外れの?, Kisetsuhazure no) - 426. L'inferno di casa Todoroki: final (地獄の轟くん家・FINAL?, Jigoku no Todoroki-kun-chi Fainaru) - 427. Chi era Tomura Shigaraki? (死柄木弔とはなんだったのか?, Shigaraki Tomura to wa nan datta no ka) - 428. Una ragazza a cui piacciono i sorrisi (笑顔が好きな女の子?, Egao ga suki na onna no ko) - 429. Sono arrivato io! (私が来た!?, Watashi ga kita!) - 430. My Hero Academia (僕のヒーローアカデミア?, Boku no Hīrō Akademia) - 431. More (More?, Moa) |                                        | |
| 42 | Trama Dopo essere stato colpito da Izuku, "All For One" tenta di trasferire il suo quirk su di lui per salvarsi. "Kurogiri" interviene tra lui e Izuku, ma Bakugo lo distrugge, permettendo a Izuku di sferrare un altro pugno. All'interno del subconscio di Tomura, le vestigia di Izuku, Tomura e dei portatori dell'One For All distruggono definitivamente le vestigia di All For One. Tomura accetta la sconfitta e dice a Izuku che ha continuato a combattere per distruggere fino alla fine, mentre nel mondo reale il suo corpo si disintegra. Diversi giorni dopo la battaglia, gli hero stranieri contribuiscono agli sforzi di ricostruzione del Giappone. Bakugo si riprende in ospedale, scoprendo che Izuku ha dentro di sé le braci del One For All, e che quindi in futuro sarà di nuovo senza quirk. Qualche tempo dopo, Izuku e i suoi compagni di classe ritornano alla Yuei, e assistono alla cerimonia di diploma del terzo anno. La classe A passa ufficialmente al secondo anno, mentre Aoyama annuncia che lascerà la scuola per espiare i suoi crimini e Shinsho si unisce alla classe. La famiglia Todoroki fa visita a Dabi, tenuto in vita un'unità di supporto vitale, e Endeavor lo informa che si ritirerà da hero e che continuerà a espiare i suoi peccati venendo a visitarlo ogni giorno per parlare con lui. Alla fine della visita, Dabi mostra rimorso per le sue azioni vedendo come la sua famiglia si rifiuti di abbandonarlo, piangendo mentre si scusa con Shoto. Hawks, divenuto il nuovo presidente della commissione per la pubblica sicurezza, grazia Nagant, che tuttavia sceglie di rimanere rinchiusa volendo vedere come cambierà la società. Izuku si reca poi a trovare Spinner all'ospedale, comunicandogli l'ultimo messaggio di Tomura. Gli studenti aiutano i civili nella ricostruzione, ma Uraraka soffre in segreto per non essere riuscita a salvare Toga, e Izuku riesce a confortarla, definendola la sua hero. Otto anni dopo, Izuku, che ha esaurito le braci dell'One For All, lavora come insegnante alla Yuei, e incontra un ragazzo di nome Dai e gli dà incoraggiamento dicendogli che può essere un hero. All Might dona poi a Izuku una tuta meccanizzata, creata e finanziata dagli ex membri della classe A, consentendogli di riunirsi a loro come hero attivo. Un mese dopo, gli ex studenti della classe A tengono una cena per celebrare l'ascesa di Shoto al secondo posto della classifica degli hero, al termine della quale Izuku e Ochaco si dichiarano i rispettivi sentimenti. |                                        | |